# Ein weites Feld
Ein weites Feld ist ein 1995 erschienener Roman von Günter Grass. Der Titel bezieht sich auf eine von Theodor Fontane im Roman Effi Briest geprägte und seither sprichwörtlich gewordene Redewendung des Vaters der Hauptfigur. Ein weites Feld steht bei Grass für die historisch weit ausgreifenden Perspektiven in dem umfänglichen Roman, dessen Handlung im Kern den Zeitraum vom Fall der Berliner Mauer über den Prozess der Wiedervereinigung bis zum Oktober 1991 betrifft, darüber hinaus aber die Geschichte Deutschlands seit den Befreiungskriegen einbezieht.
Erzählt wird die Handlung aus ostdeutscher Sicht. Hauptfiguren sind der Fontane-Wiedergänger „Fonty“ und dessen „Tagundnachtschatten“ Hoftaller, ein langjähriger Staatssicherheitsoffizier, der Fonty über das Ende der DDR hinaus begleitet und weiterhin oft bestimmenden Einfluss auf ihn ausübt. Örtlicher Ausgangs- und Mittelpunkt der Handlung ist Berlin, das Grass sowohl in der Umbruchzeit des Wiedervereinigungsprozesses teils eingehend veranschaulicht als auch in Rückgriffen auf die Wirkstätten und Aufenthaltsorte Fontanes und seiner Romanfiguren aufleben lässt. Der Roman ist in fünf Bücher gegliedert, jedes Buch wiederum in fünf bis neun mit Überschriften versehene Kapitel unterteilt.
Die bereits vor dem Auslieferungstermin des Buches einsetzende, außergewöhnlich breite mediale Rezeption des rund 780 Seiten umfassenden Werkes zielte zunächst hauptsächlich auf den kritischen Tenor des Romans gegenüber Zustandekommen und Beschaffenheit der deutschen Einheit in Vergangenheit und Gegenwart. Die teils heftige Kritik und ausgreifende Beschäftigung mit den politischen Aspekten des Romans trugen beträchtlich zu dessen Verkaufserfolg bei. Binnen acht Wochen nach Erscheinen ging bereits die fünfte Auflage in Druck. Erst mit einigem zeitlichen Abstand wurde auch den literarischen Aspekten des Werkes mehr Augenmerk gewidmet und Wertschätzung entgegengebracht.

## Entstehungszusammenhänge

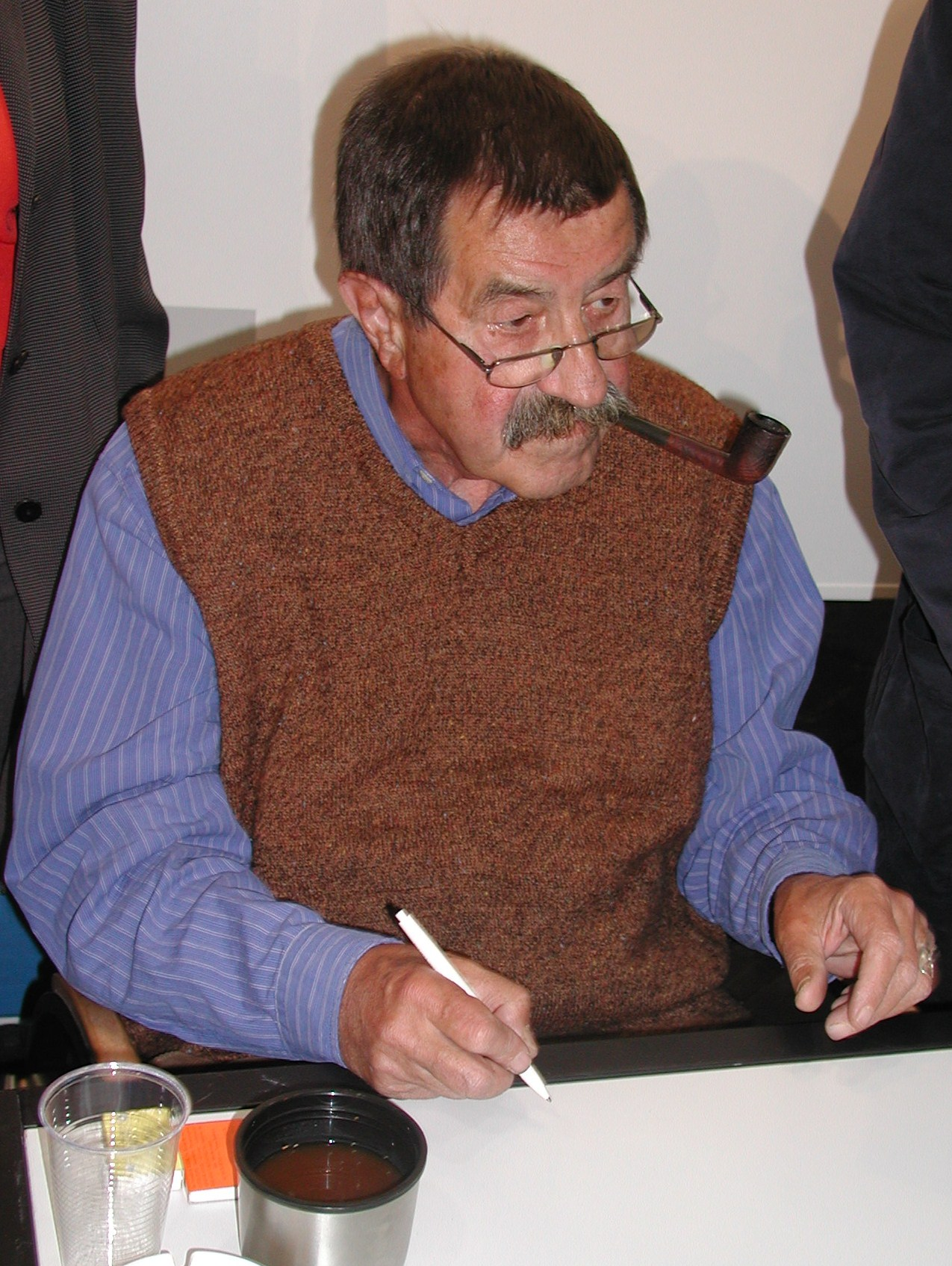
Autor Grass sechs Jahre nach der Romanvollendung

Über Fontane zu schreiben, war Grass ein Anliegen geworden, als er mit seiner Frau Ute 1986 einen längeren Aufenthalt in Kalkutta verbrachte, für den sie sich Fontanes gesammelte Werke als Reiselektüre mitgenommen hatte. In dem diesen Aufenthalt reflektierenden und illustrierenden Buch Zunge zeigen schildert Grass Fontanes wiederholtes Auftauchen in den eigenen Träumen. Dem Roman Ein weites Feld als Widmung vorangestellt ist: „Für Ute, die es mit F. hat…“
Als eigene Reiselektüre hatte Grass nach Indien unter anderem das Vorabexemplar von Hans Joachim Schädlichs Roman Tallhover im Gepäck. Nach der Lektüre schrieb er Schädlich, dass Tallhover nicht sterben dürfe und dass er selbst sich mit dessen Fortschreibung befassen wolle. Zum Zeitpunkt des Mauerfalls stand Grass somit das Figurenpaar Fonty und Hoftaller sogleich zur Verfügung, um sie im Roman zu Doppelzeugen des Vereinigungsprozesses zu machen.
Während der Umbruchphase in der DDR 1989 hatte Grass sich an die Seite der Demokratisierungsbewegung gestellt und schließlich eine schrittweise Konföderation der beiden deutschen Staaten im Sinne der fortbestehenden Kulturnation befürwortet. Doch stemmte er sich vehement gegen die sich alsbald abzeichnende staatliche Einheit, der gegenüber er sich als „vaterlandsloser Geselle“ positionierte: „Nein, ein so unanständig auftrumpfendes, durch Zugriff vergrößertes Vaterland will ich nicht, […] Dieses Vaterland verrate ich jetzt schon; mein Vaterland müsste vielfältiger, bunter, nachbarlicher, durch Schaden klüger und europäisch verträglicher sein.“ Wer gegenwärtig über Deutschland nachdenke und Antworten auf die deutsche Frage suche, müsse Auschwitz mitdenken. Letzteres habe die Möglichkeit gegeben, „uns selbst in unseren extremsten Möglichkeiten kennenzulernen, die sich nicht wiederholen dürfen.“
Zum Jahreswechsel 1989/90 teilte Grass seiner Frau das Vorhaben mit, ab Februar jeden Monat bis zum September die DDR zu bereisen, um sich das politische Geschehen und die Entwicklungen dortselbst vor Augen zu führen, darunter ein Besuch des Kohlereviers bei Spremberg. In Unterwegs nach Deutschland. Tagebuch 1990 notierte Grass im Herbst des Jahres vermehrt Einträge, die einen großen Roman in Aussicht stellten, zunächst unter dem Arbeitstitel „Treuhand“. Als Verbindungsmann für Recherchen in Berliner Archiven und im Potsdamer Fontane-Archiv gewann Grass den Germanisten Dieter Stolz, der über die Bildlichkeit in Grass‘ Gesamtwerk promoviert hatte.

## Gestaltungsmerkmale
Als Erzähler fingiert Grass gleich eingangs des Romans ein anonymes Kollektiv, das den Hauptakteur unmittelbar ins Feld führt: „Na, Fonty, wieder mal Post von Friedländer? Und wie geht’s dem Fräulein Tochter? Überall wird von Metes Hochzeit gemunkelt, nicht nur auf dem Prenzlberg. Ist da was dran, Fonty?“ (S. 9) Als Gestaltungsmittel des Romans eingeführt werden damit auch von Anbeginn die lockere Plauderei und die briefliche Korrespondenz nach Art der Fontaneschen Romane.
Auf den Spuren des märkischen Wanderers Fontane wandelt oft auch dessen von Grass entworfener Wiedergänger Fonty durch Berlin, um Geschichte und Gegenwart zu verknüpfen. Im Ganzen habe Grass getreu seinem Lehrer Alfred Döblin, auch einen Berlin-Roman geschrieben, so Peter Wapnewski, „in präziser Beachtung topographischer und sprachlicher Eigenheiten.“ Die alte und neue Hauptstadt wird damit laut Rüther – wie vormals Danzig beispielsweise in der Blechtrommel – zum Gedächtnisraum. „Sie verkörpert die Brüche und offene Wunde der preußisch-deutschen Schicksalsgemeinschaft.“
Fontane, dessen Name im Roman nirgends ausdrücklich genannt wird, ist als „der Unsterbliche“ gleichwohl durchgängig in ihm präsent. Der Leser, so Günther Rüther, komme ihm nahe, spüre seine Anwesenheit. Den Leuten vom Potsdamer Fontane-Archiv kommt es im Roman vor, als habe sich Fonty das Fortleben seines Vorbilds zum Programm gemacht. „Deshalb nahmen wir ihn nicht nur beim geplauderten und über Seiten und Verskolonnen hinweg zitatseligen Wort, sondern ließen uns überdies von seinem Anblick zu dem Glauben hinreißen: Er täuscht nicht vor. Er steht dafür. Er lebt fort.“ (S. 48)
Als Organisationsprinzip der Darstellung zeigt sich für Jutta Osinski ein Entfalten von Fiktionen. Der Roman fiktionalisiere einerseits das Faktische, speziell das politische und historische Geschehen; andererseits faktualisiere er das Fiktionale, etwa Fontanes Figuren, sodass letztlich niemand mehr wisse, was eigentlich Fakt sei und was wahre Wirklichkeit. Mitunter war in Rezensionen von einem postmodernen Roman die Rede, der alle Register der Intertextualität ziehe. Wenn über Fonty gesagt wird: „Für den ist nur wirklich, was er sich ausdenkt“, so zeigt sich für Harro Zimmermann darin das Interesse des Romanciers „an einem mehrdimensional reflektierten Realitätsbild, an einer virtuellen Vergegenwärtigung deutscher (Mentalitäts-)Historie.“ Dieses „nationale Memorialfeld“ sei von übereinander geschichteten und ineinander gefalteten Sinn- und Deutungsperspektiven durchzogen, von denen keine absolut dastehe, sondern „in ein frag-würdiges Wechselverhältnis zu allen anderen gesetzt“ erscheine.

## Figuren
Fonty alias Theo Wuttke
Dreh- und Angelpunkt des Romans ist Fonty, mit bürgerlichem Namen Theo Wuttke, auf den Tag genau hundert Jahre nach Fontane geboren und wie dieser in Neuruppin. Als Fontane-Enthusiast hat er dessen Gesamtwerk einschließlich der Briefe in sich aufgenommen und kann jederzeit passend daraus zitieren. Immer wieder führt sein sich Einfühlen in Fontanes Biographie dazu, dass er ihn selbst verkörpert. Indem sich Fonty mitunter als Fontane gibt, ist auch die deutsche Geschichte des 19. und 20. Jahrhunderts nebeneinandergestellt. „Er lebt in dessen Wort- und Gedankenwelt und weiß selber nicht so genau, wo seine reale Existenz sich mit der anverwandelten Biographie Fontanes vermischt.“ Wuttkes beruflicher Werdegang beginnt als Kriegsberichterstatter für Görings Luftfahrtministerium in Frankreich (wo Fontane im Deutsch-Französischen Krieg 1870/71 ähnlich verwickelt gewesen war). Einige Nachkriegsjahre ist Wuttke zunächst als Lehrer für Deutsch und Geschichte angestellt und, nachdem er den „pädagogischen Krempel“ hingeschmissen hat, für den Kulturbund als Vortragsreisender mit Schwerpunkt Fontane tätig. Das trägt ihm allerlei kleine Auszeichnungen und das Angebot einer Stelle als Kreissekretär ein, die er aber wegen der Bedingung eines Parteibeitritts ablehnt. Anlässlich der Ausbürgerung Wolf Biermanns 1976, die Fonty mit „Sänger muss man singen lassen“ und „Biermann hier ist besser als Biermann drüben“ kommentiert, gibt er auch die Kulturbundtätigkeit auf. (S. 199–201) Schließlich wird er, von Hoftaller vermittelt, Aktenbote im Haus der Ministerien und bleibt als solcher bis zu seinem Ausscheiden auch bei der Treuhandanstalt beschäftigt.
Hoftaller, vormals Tallhover
Fontys ständiger Begleiter und Führungsoffizier Ludwig Hoftaller steht als Spitzel gleichfalls in einer personellen Kontinuität, und zwar zu der Figur des Tallhover, die in Hans Joachim Schädlichs Roman bereits zu Fontanes Lebzeiten im 19. Jahrhundert den obrigkeitlichen Überwachungsdirektiven nachging. Hoftaller weiß über alle gegenwärtigen und vergangenen Aktivitäten Wuttkes Bescheid und setzt ihn mit seinem Wissen häufig unter Druck, zwingt ihn gelegentlich mit Drohungen („wir können auch anders“), seinen Vorgaben zu folgen. Andererseits gibt er sich Wuttke gegenüber häufig kameradschaftlich-fürsorglich, halb als väterlicher Freund. Peter Wapnewski findet: „Seiner Natur nach gänzlich treulos, ist Hoftaller Wuttke doch betreuend zugetan, mit ihm heillos verbunden wie Täter und Opfer.“
Den beiden Hauptakteuren gesellen sich zahlreiche Nebenfiguren hinzu. Gotthard Erler stellt fest: „Auch aus dem Familien- und Freundeskreis Fontanes taucht mancher Doppelgänger auf.“
Emmi Wuttke,
die Entsprechung zu Fontanes Ehefrau Emilie – laut Andrea Köhler „eine zeternde, ‚fleischige Bastion‘ in kurzärmeliger Kittelschürze, die mit Blasentee, Wurstsemmeln und klatschender Nachbarin (Emilie) vor der Glotze sitzt und den Golfkrieg fachmännisch kommentiert“ –,kämpft wie diese mit der Enttäuschung über die vertanen Karriere-Chancen ihres Mannes in staatlichen Diensten. „Hier wie da ist auch die Ehefrau von pragmatischem Unverständnis für des Mannes Genie, und die Ehe wird als Schicksal tapfer – wenn auch schweigend – getragen.“
Die vier Kinder der Wuttkes,
wie bei den Fontanes drei Söhne und eine Tochter, tragen sogar die Namen der Fontaneschen Sprösslinge: Die Söhne George, Theo und Friedel waren, als sie auf Ferienreise bei ihrer Tante in Hamburg 1961 vom Mauerbau überrascht wurden, im Westen geblieben. (S. 184 und 199) George war als Starfighter-Pilot der Bundeswehr ums Leben gekommen, Theo wurde ein hoher Beamter in Bonn und Friedel Verleger in Wuppertal. Nur die Tochter Martha, wie im Hause Fontane Mete genannt, lebt noch bei ihren Eltern. Bei Metes deutsch-deutscher Hochzeit tritt ihr als Bräutigam der westdeutsche Bauunternehmer Heinz-Martin Grundmann zur Seite (Martha Fontane hatte einen Architekten geehelicht).
Hochwürden Bruno Matull
begleitet als Priester mit fundamentalen Zweifeln die Hochzeitsfeierlichkeiten bei den Wuttkes.
Madeleine
bringt als ungekannte französische Enkelin Fontys, mit der Hoftaller bereits in Kontakt stand, ihrem Großvater viel Sympathie und Interesse entgegen. Sie studiert Germanistik und schreibt an einer Magisterarbeit über Fontane.
Professor Freundlich,
Staatsrechtler jüdischer Herkunft an der Friedrich-Schiller-Universität Jena und mit Fonty aus gemeinsamen Zeiten im Kulturbund in Verbindung, begleitet Fonty bei Spaziergängen auf Hiddensee, sieht seine Stellung als Hochschullehrer aber von der Evaluation unter westdeutschen Vorzeichen bedroht.
Treuhand-Personal
in exemplarischer Gegenüberstellung von Groß und Klein: Der im Gebäude rollschuhfahrende Treuhandchef (Detlev Rohwedder) kommt mit Fonty mehrfach ebenso ins Gespräch wie die in der Blumenpflege bewanderte Reinigungskraft Helma Frühauf.
Ute und Günter Grass
inkognito mit einem einmaligen Kurzauftritt als Randfiguren bei der Begehung des Fontane-Denkmals in Neuruppin.

## Handlungsfelder und Geschehen
Vom ersten Kapitel „Bei den Mauerspechten“ bis zum letzten „Mit ein wenig Glück“ kommt Grass in den fünf Büchern seines Romans zu insgesamt 37 Kapiteln. Haupthandlungsort ist Berlin, mitunter ist das Geschehen ins Umland mit Potsdam und Neuruppin verlagert sowie jeweils mit kleiner Anreise nach Hiddensee und zu den Kohlegruben in der Lausitz.

### Umbrüche in Berlin

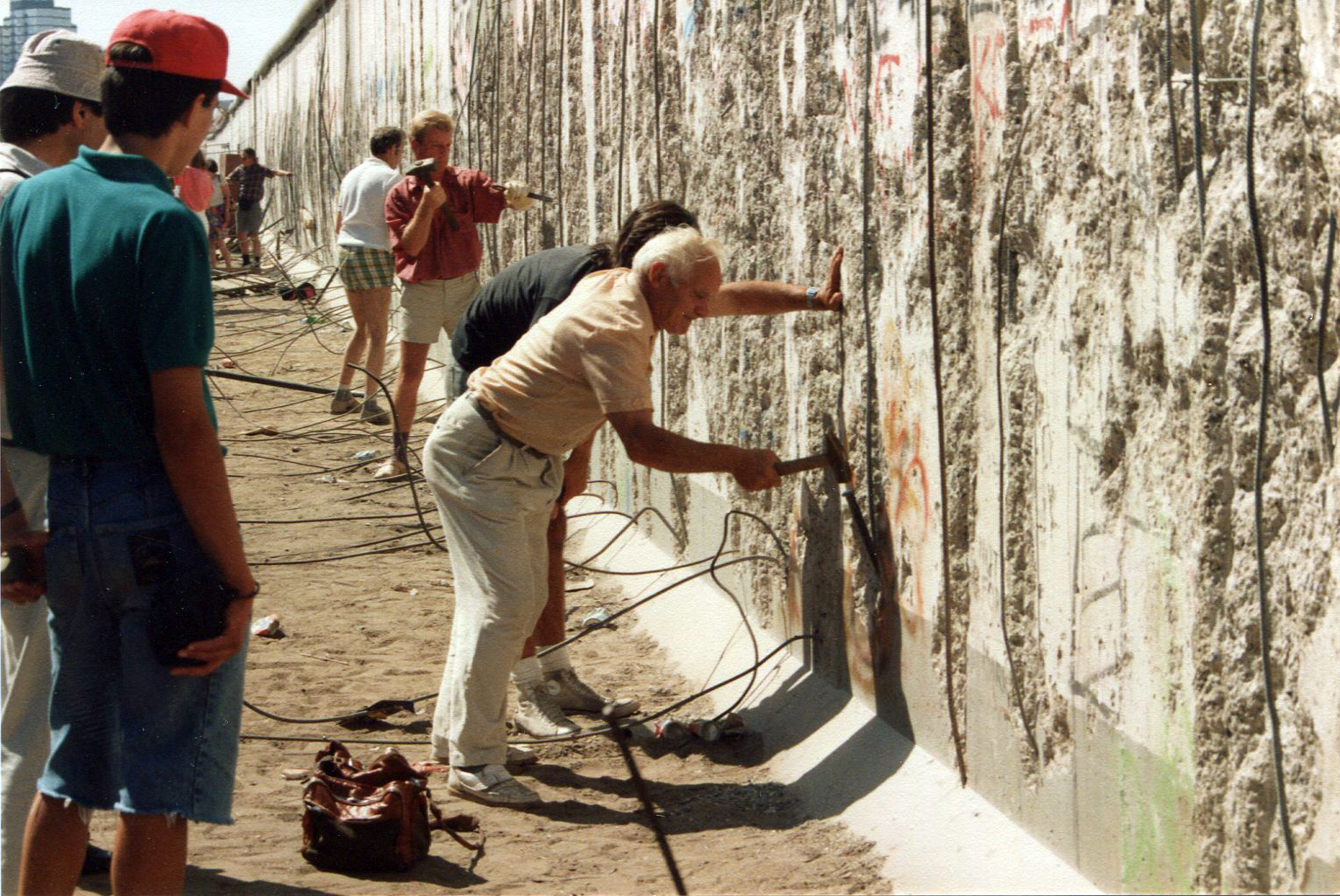
Mauerspechte und Kiebitze

Nachdem beide Hauptfiguren, Fonty und Hoftaller, seitens der Mitarbeiter des Potsdamer Fontane-Archivs eingeführt worden sind und das gemeinsame Begängnis von Fontys bevorstehendem 70. Geburtstag diesem durch Hoftaller aufgenötigt worden ist, setzt die Romanhandlung am 17. Dezember 1989 ein, ausdrücklich an dem Tag also, da die SED ihre Umbenennung in PDS vollzieht. Das einander zwiespältig verbundene Protagonistenpaar nutzt die neue Bewegungsfreiheit der Ostberliner zu einem Spaziergang vorbei am Haus der Ministerien und über den noch als wüste Teilungsbrache querbaren Potsdamer Platz und nimmt Kurs auf die Geräuschkulisse der Mauerspechte am Brandenburger Tor. Dort beklagt Hoftaller angesichts der funktionslos gewordenen Grenzsperranlagen die fehlende Wachsamkeit und Kampfbereitschaft der Staatsorgane in der Spätphase der DDR. Fonty hingegen inspiriert das Umfeld zur Rezitation des Gedichts „Einzug“, das nach dem siegreichen Krieg gegen Frankreich 1871 die Heimkehr der Regimenter durch das Brandenburger Tor feierte und die damalige Reichsgründung mitschwingen ließ. Folgerichtig führt der gemeinsame Spaziergang dann auch noch zur Siegessäule, die Anlass zu vielerlei weiteren geschichtlichen Reminiszenzen bietet. (S. 12–23)
Das von Hoftaller mit ein paar Nachwuchsdichtern vom Prenzlberg in der Mitropa-Gaststätte am Bahnhof Friedrichstraße arrangierte Begängnis zum 70. Geburtstag Fontys am 30. Dezember 1989 boykottiert dieser, indem er sich zum Bahnhof Zoo absetzt, wo ihn Hoftaller jedoch aufspürt und mit ihm bei McDonald’s Fontanes Neigungen zum Schottischen frönt. Man vergegenwärtigt sich auch Fontanes genau auf diesen Tag gefallenen 70. Geburtstag, und Fonty rezitiert in voller Länge – wie auch seinerzeit zu Ehren Fontanes geschehen – den Archibald Douglas. Das McDonald's-Publikum lauscht gebannt und zollt anschließend spontanen Beifall. (S. 25–34) Da Hoftaller darauf besteht, suchen beide die noch tagende Prenzlberg-Runde auf, wo Wuttke unter anderem auf Fontanes Porträtsitzungen bei dem Maler Max Liebermann zu sprechen kommt, wie auch auf seinen eigenen Auftritt am 4. November 1989 auf dem Alexanderplatz, bei dem er vor den Fünfhunderttausend skeptisch ins Mikrophon gerufen habe: „In Deutschland hat die Einheit immer die Demokratie versaut!“ (S. 53–55)
Viel freie Zeit verbringt Fonty – auch um einmal loszukommen von Hoftaller – in den Parkanlagen des Tiergartens, der ihm mit dem Mauerbau 1961 abhandengekommen war. Er wandert bevorzugt vom Denkmal Friedrich Wilhelms III. zum Lortzingdenkmal und sucht „von wechselnden Parkbänken aus unverstellte Blicke übers Wasser bis hin zur Rousseau-Insel“. An seiner im Halbschatten stehenden Lieblingsbank wächst hinter der Rückenlehne ein Holunder. (S. 114)
Unterdessen laufen nach der Volkskammerwahl im März 1990 die Vorbereitungen zur Einführung der D-Mark in der DDR an. Dem neuen DDR-Ministerpräsidenten Lothar de Maizière bescheinigt Fonty eine streng calvinistische Ausstrahlung. „Zwar wird uns dieser de Maizière verkaufen, doch nicht unter Preis.“ (S. 143) Er gucke calvinistisch genug, um fürs Pekuniäre zu sein. „Kein Blechgeld mehr soll in den Taschen scheppern, mit harten Silberlingen dürfen wir Sprünge machen, nachdem uns das Reisefieber gepackt hat, Sprünge, wer weiß, wohin.“ (S. 148) Am 1. Juli 1990 war es so weit. „Weil der regierenden Masse nicht einfallen wollte, wie die Landeslast anders hätte geschultert und ausbalanciert werden können, mußte Geld den fehlenden Gedanken ersetzen. Das war da – nur Geld war da, Geld für den ersten Wunsch.“ (S. 152)
Fonty plant, sich mit dem ihm zustehenden DM-Guthaben nach Schottland abzusetzen. In der Warteschlange vor der Bank unterhält er das Publikum mit Vorträgen aus der Romanwelt Fontanes und facht den Unmut darüber an, dass der Großteil der jeweiligen Ersparnisse – „sauer verdientes Geld“ – in der Umtauschaktion halbiert wird. Bereits in dem Zug angelangt, mit dem Fonty seine Fernreise beginnen will, wird er von Hoftaller abgefangen, der ihm seine dauerhafte Begleitung androht und ihn so zur „Vernunft“ bringt. (S. 155–173)

### Beziehungsreicher Paternoster
Fonty fügt sich also der von Hoftaller eingeforderten Rückkehr in die gewohnten Verhältnisse und nimmt seinen Teilzeitjob als Aktenbote in jenem ursprünglich als Reichsluftfahrtministerium errichteten Gebäude wieder auf. Den noch nicht zwanzigjährigen Gefreiten Wuttke hatte seinerzeit noch Tallhover als Gestapo-Verbindungsmann dazu gebracht, mit einem relativ gefahrlosen und bequemen Kriegsberichterstatter-Posten die Ausforschung der Stimmungslage unter Offizieren und Truppe zu verbinden. „So bot sich Grund, von Fliegerhorst zu Fliegerhorst, von Städtchen zu Städtchen zu wechseln und sich als aufmerksamer Beobachter zu beweisen.“ Die Erträge erwiesen sich als nur bedingt auftragsgemäß. „Des Kriegsberichterstatters Wuttke in bretonische Landschaften verliebte, an französischen Kirchenfassaden hochschweifende und nur wie nebenbei am Militärischen orientierte Berichte boten so feingepinselte und bezaubernde Stimmungsbilder, daß sie, außer in Soldatenzeitungen, auch in den Feuilletons der bürgerlichen Presse Leser fanden.“ Zum Empfang neuer Marschbefehle hatte Wuttke sich damals regelmäßig bei seinem Vorgesetzten im Reichsluftfahrtministerium einzufinden, einem Oberst von Maltzahn, der auch die Aussparungen in Theo Wuttkes Berichten zu schätzen wusste, beispielsweise bezüglich Böhmens, wo Fonty das Schlachtfeld von anno 1866 bei Königgrätz inspizierte und seine Eindrücke festhielt, doch nichts ausführte zu den aktuellen Zuständen im Protektorat.(S. 69–74)
Als Personenbeförderungsmittel zwischen den einzelnen Stockwerken des Gebäudes diente von Anbeginn und bis in die Zeiten der Treuhand der Paternoster. Fonty ist in dessen Nutzung bereits seit seinen Anfängen im Ministerium geübt und in der Lage, dem im Gebrauch unsicherer agierenden Tallhover (dann Hoftaller) Hilfestellung zu leisten. Für Tallhover war das der passende Ort für die Abnahme oder Übergabe von Kurierpost und Kassibern, die Wuttke aus besetzten Ländern mitbrachte oder dahin mitnahm, ohne deren Inhalt zu kennen. Diese Praxis setzten beide unter veränderten Bedingungen fort, nachdem Hoftaller seinem „Schützling“ Fonty, der infolge unbotmäßiger Äußerungen 1976 als Vortragender für den Kulturbund kaltgestellt worden war, den Job als Aktenbote im umgewidmeten Haus der Ministerien verschafft hatte. Für Hoftaller ging es beim Abpassen Fontys im Paternoster nun darum, die Abstimmungsvorgänge unter den verschiedenen Ministerien per Akteneinsicht zu kontrollieren. Der Sturm auf die Stasi-Zentrale in der Normannenstraße im Januar 1990 schafft neue Prioritäten: Nun handelt es um Sicherstellung und Verschwindenlassen brisanter Akten. (S. 75–77)
Für Theo Wuttke gewann besagter Paternoster aber auch in familiärer Hinsicht grundlegende Bedeutung; denn hier zuerst begegnete ihm im April 1940 die junge Schreibkraft Emilie Hering mit dunkelhaarigem Wuschelkopf, die während seines Zusteigens in den Aufzug ihre Adler-Schreibmaschine fest umklammert hielt. Im Zuge der ersten Gesprächskontakte wurde der Ausstieg im siebten Stock verpasst. „Der Soldat sprach dem Fräulein beruhigend zu, denn nicht ohne Angst erlebte Emmi die Wendemarke im Dachgeschoss, das leichte Seitwärtsruckeln und den sofort beginnenden Abstieg in der gemeinsamen Kabine. […] Erst nach dem fünften Vaterunser will der Soldat Wuttke das Bürofräulein Emmi geküßt haben, und zwar an der unteren Wendemarke und schon wieder im Aufstieg begriffen.“ (S. 79–81)
Als die Treuhand das Gebäude übernimmt, wird der Paternoster zum Ort der Erstbegegnung Fontys auch mit dem Treuhandchef. „Allein, doch von kräftiger Statur die Kabine füllend, kam er mit Hosenbeinen zuerst, dann in ganzfigürlichem Flanell von oben, wo er die künftige Chefetage besichtigt haben mochte. Jemand, von dem Willenskraft ausging.“ Die Szene erinnert ihn an eine andere als Soldat erlebte: „Es war der Reichsmarschall (Hermann Göring), der von oben kam. Die blankgewichsten Stiefel kamen zuerst, aus denen sodann die mit Marschallbiesen besetzten Hosen beutelten. Nun kam in ganzer Fülle die bekannte Figur, schließlich der feiste Kopf und dessen weicher, um Härte bemühter Ausdruck. Seine Kostümierung entsprach dem geflüsterten Berliner Spott jener Jahre: ‚Rechts Lametta, links Lametta, in der Mitte ganz ein Fetta.‘“ Vor seinem inneren Auge ergänzt Fonty diese Erlebnisse um Vorstellungen zu den frühen Jahren der DDR: „Fonty war sich nicht sicher, ob der spätere Staatsratsvorsitzende (Walter Ulbricht) – der, seines Vornamens wegen, viel später literarisch als »Sachwalter« umschrieben wurde – von oben herab allein kam oder ob neben ihm, größer als er, sein Begrüßgustav Otto Grotewohl stand. Mit Wilhelm Pieck gemeinsam, dem dritten Genossen im Bunde, wäre die Kabine zu eng gewesen. Fonty beschränkte sich auf den Spitzbart.“ (S. 565–569)
Der Romaninterpret Gerd Labroisse sieht in Gebäude und Paternoster einen wichtigen Handlungs-Raum, in dem Anfang und Ende des Handlungsgeschehens verklammert sind; zuletzt fällt der Paternoster einem Brand im Treuhandgebäude zum Opfer. Das fortwährende Auf und Ab in diesem Aufzug sieht Labroisse als Analogie zum Gang der Geschichte fehlgedeutet. Wenn überhaupt, bestehe eine Entsprechung eher in der Art der Romanerzählung: Diese sei „in einem ständigen Auf und Ab von Jetztzeit zu Fontane-Zeit und wieder zurück“, von Fonty zu Fontane und von Hoftaller zu Tallhover, oft noch mit beiden in einer Kabine.

### Deutsch-deutsche Hochzeit
Zu den Vorhalten, mit denen Hoftaller den Schottlandreisenden Fonty stoppte, gehörte auch die bevorstehende Hochzeit der Tochter Martha, die nun ausgerichtet sein will. Bevor es dazu kommt, muss Fonty eine „Nervenpleite“ überwinden, aus der er wie „der Unsterbliche“ erst durch die Niederschrift seiner Kindheitserinnerungen herausfindet. Die ihrer Eheschließung entgegenfiebernde, auf die 40 zugehende Martha bzw. Mete ist davon in Mitleidenschaft gezogen. Sie war Lehrerin für Mathematik und Erdkunde geworden, nachdem sie die parteinahe Sozialisation in der DDR durchlaufen hatte. Im März 1989 vollzog sie aber ihren Rückzug aus der SED und ist nunmehr dabei, „ihre Glaubensleere aufzufüllen“ und die katholische Religion ihres künftigen Mannes anzunehmen. (S. 189 und 260 f.)
Nach den Hochzeitsfeierlichkeiten in der St.-Hedwigs-Kathedrale – zu Fontys Missfallen ohne Weihrauchfassschwenken und lateinische Gottesdienstformeln – begibt man sich am Prenzlberg zu Tisch, wo der Brautvater in seiner Rede unter anderem den Parteiaustritt und Kircheneintritt der Tochter als „ökumenisches Wechselbad“ ironisiert und in Anspielung auf den Altersunterschied zwischen der achtunddreißigjährigen Martha und dem sechsundfünfzigjährigen Heinz-Martin Grundmann auf Fontanes Romanfiguren Graf Petöfy und Franziska verweist: „Franziska war zwar nicht blutjung, aber – im Vergleich zu dem verlebten und alsbald abgelebten Grafen ungarischen Geblüts – ein junges Ding, dem das Leben sperrangelweit offenstand…“ In einer seiner gängigen Volten suchte Fonty sodann, den greisen Lebemann Petöfy zitierend, die ungalante Wendung wieder einzufangen: Der Jugend Überschuss und schneller Verbrauch könne dem Alter Wegzehrung sein. Hauptsache sei, dass das Ja bei der Eheschließung stimme. (S. 278–280)
Im Fortgang der Veranstaltung schildert der Bräutigam auf Nachfrage eines Schwagers die Situation beim Kennenlernen seiner nun Angetrauten. Man war sich bereits 1984 in Warna begegnet, wo Grundmann mit seiner im Jahr darauf verstorbenen ersten Frau und beider Tochter Urlaub machte. Diese Martina Grundmann ist ebenfalls unter den Hochzeitsgästen, studiert Germanistik im Westen – ohne sich mit Originallektüren, und seien sie aus Fontanes Feder, weiter abzugeben – und korrigiert mehrfach die selbsteingenommene Erzählung des Vaters. Unstrittig ist, dass die Familie Grundmann in dem bulgarischen Restaurant in einer Sonderreservierungszone für mit harter Währung zahlende Westkunden platziert war, und zwar angrenzend an die Reservierungszone für Ostler, wo Martha nahebei an ihrem Tisch saß. Man sah, dass sie bereits lange auf Bedienung warten musste, und lud sie in die Westrunde ein. In den Folgejahren blieb man in Ostberlin und in Bulgarien teils schwierig, aber zunehmend verbunden in Kontakt. (S. 291–294)
Hochwürden Matull, der die Trauung vollzogen hat, ist ebenfalls zu Tisch geladen und bringt das Gespräch auf aktuelle Fragen und Probleme der neuen deutschen Einheit im Werden. „Das Geld allein wird es nicht bringen. Noch fehlt der Wille, einander hinzunehmen, wie wir geworden sind.“ Der Bräutigam mit westlichem Bauunternehmen verlangt, im Osten müsse fortan verdammt hart gearbeitet werden; sein nunmehriger Schwager Friedel Wuttke, Verlagskaufmann für evangelische Missions- und Besinnungsliteratur, auch zum Elend in der Dritten Welt, fordert, ebenfalls aus westlicher Perspektive, ein Schuldbekenntnis des östlichen Familienzweigs hinsichtlich der Verstrickung in die DDR-Verhältnisse. Fonty nennt das alles furchtbar richtig. „Doch die Schuld ist ein weites Feld und die Einheit ein noch weiteres, von der Wahrheit gar nicht zu reden. Wenn Du aber Schriftliches für Deinen Verlag haben willst, könnte ich Dir mit einer Auswahl meiner Kulturbundvorträge helfen; sind zwar keine Schuldbekenntnisse und Wahrheitsergüsse, handeln aber vom Leben, das mal so und mal so ist.“ (S. 295 f.)
Der Priester Bruno Matull geht in seiner mit Spannung erwarteten Festansprache näher darauf ein, was die von ihrem früheren Parteilehre-Glauben abgefallene und nun neuen Halt suchende Martha bei ihm selbst ausgelöst hat. „So verlangend kam sie, daß ich heute der Braut Dank sagen muss, denn der eigentlich Bekehrte bin ich. Ihre Glaubenskraft, die nur umgepolt werden wollte – und allzu leicht fällt es dem Hirten, einem verirrten Schaf das nächstliegende Gatter zu öffnen –, ihre im Grunde unbeirrbare Glaubensstärke hat mich zweifeln gelehrt. Mehr noch: ihr Hunger nach klarer, vom Glauben vorgezeichneter Perspektive hat mir Mut gemacht, des Glaubens Kehrseite, den unansehnlichen Zweifel, als Alltagskleid zu tragen…“ Die von Fonty mit Bezug auf eine Romanfigur Fontanes zitierte Entsagungsbereitschaft sei nun auch die seine: „dieses ‚Entsage!‘ befielt mir, wahrhaft nur noch dem Zweifel zu dienen und allerorts Zweifel zu säen. Denn, liebe Gäste, wurde nicht hierzulande zu viel und zu lange geglaubt? […] Und sind uns nicht abermals Perspektiven vorgezeichnet, die jedermann, der ihnen gläubig folgt, in Kürze Gewinn und dort, wo das Graue obsiegt hat, das Trugbild blühende Landschaft verheißen? Ich aber kann unseren Brautleuten nur wenig auf den Weg geben, doch so viel immerhin: Glaubt nicht blindlings. Laßt endlich Gott aus dem Spiel. Gott existiert nur im Zweifel. Entsagt ihm!“ Entgegen dem allgemeinen Befremden über diese priesterlichen Auslassungen weint die Braut vor Glück. „Das, kein frommes Gesums, genau das wollt ich hören. […] ‚Gott existiert nur im Zweifel.‘ Leute ich sag euch: Wenn wir hier rechtzeitig unserem Sozialismus sowas erlaubt hätten, na, ne gesunde Portion Zweifel, wär vielleicht doch was draus geworden.“ Gegen Ende des Hochzeitsbegängnisses taucht auch Hoftaller noch mit seinem Geschenk für die Braut auf: ihre vom Buchbinder in Halbleder gefasste Kaderakte mit marmoriertem Vorsatzpapier. (S. 301–315)

### Auf Hiddensee

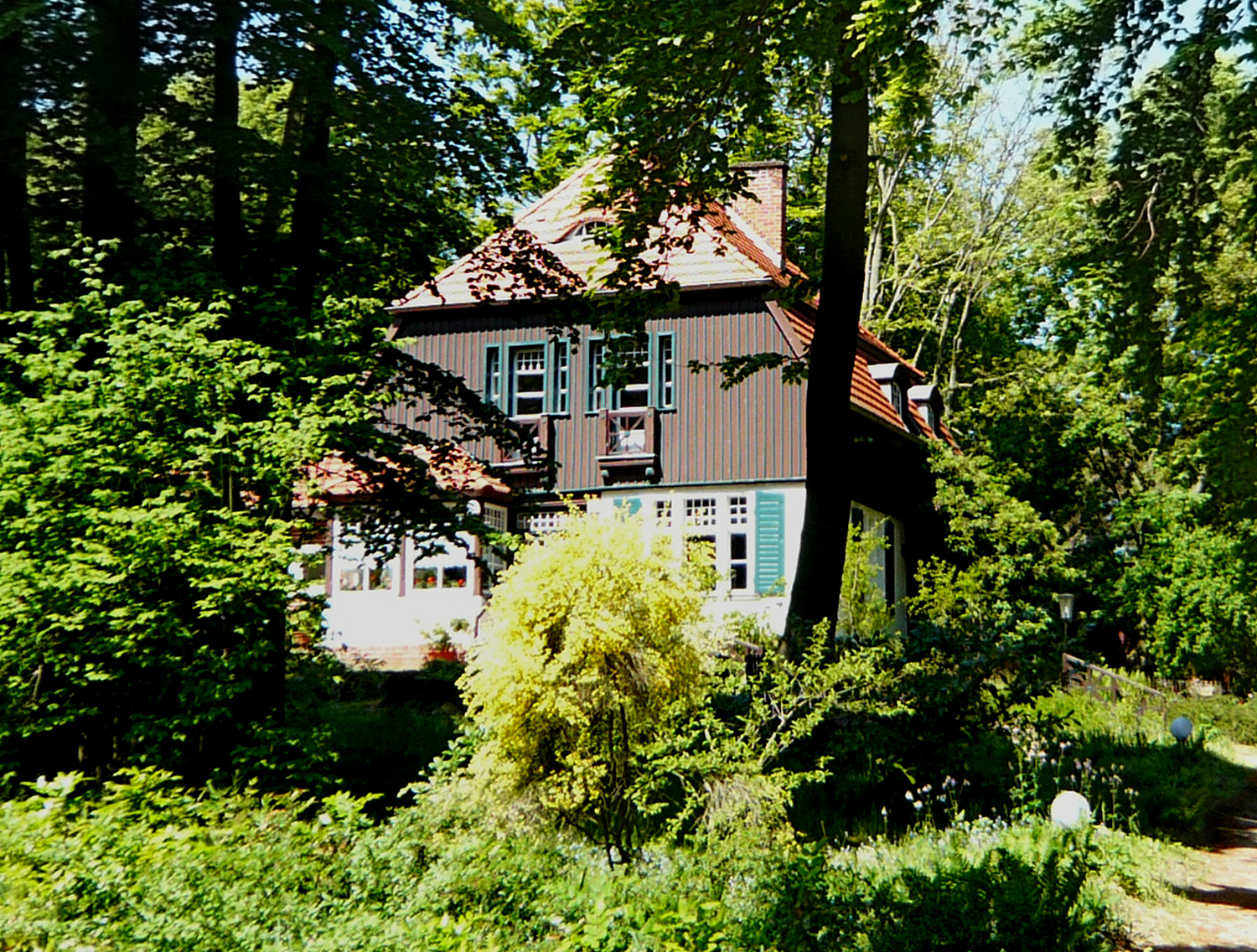
Gerhart Hauptmanns Erwerbung Haus Seedorn auf Hiddensee

Nach den unterdessen auf Hochzeitsreise in Dänemark weilenden Jungvermählten haben auch Fonty und Emmi Gelegenheit zu einer von Hoftaller arrangierten Erholungsreise, und zwar zum „baltischen Capri“ nach Hiddensee, wo man, dem Gerhart-Hauptmann-Museum benachbart, eine Gästewohnung mit zwei Zimmern bezieht, die Fonty auch zu seinen Kulturbundzeiten schon hat nutzen können. Zu nahegelegenen Zielen spaziert das Ehepaar gemeinsam – beide besuchen gern Friedhöfe –, längere Wegstrecken wie die von Kloster nach Vitte unternimmt Fonty allein, dabei andere frühere Inselgäste memorierend wie Asta Nielsen, Joachim Ringelnatz, Ernst Busch, Albert Einstein oder Sigmund Freud. Als Thomas Mann sich mit Familie hier habe ansiedeln wollen, wie vordem bereits Gerhart Hauptmann, sei ihm die Insel aber zu klein erschienen für zwei Große. Bei anderer Gelegenheit wandert Fonty über Neuendorf durchs Hügelland Richtung Leuchtturm und Steilküste, von wo aus bei klarer Sicht die Kreidefelsen der dänischen Insel Møn aufleuchten. „Ein Bild, das wunder was versprach: lange Zeit den Westen, dessen fernsehgerechten Wohlstand und obendrein Freiheit. Einige Söhne der Insel haben versucht, nachts und in Paddelbooten dieses Ziel zu erreichen. Nicht alle kamen an.“ (S. 336–343)
Vom dritten Urlaubstag an hat Fonty, wie im Vorfeld verabredet, als Begleiter seiner Spaziergänge Professor Freundlich, der mit seiner Familie aus Jena angereist ist und in Vitte Quartier genommen hat. Man unterhält sich über alte, gemeinsame Kulturbundzeiten, über die Überführung und das Begräbnis Gerhart Hauptmanns 1946, (S. 358–362) über die Zeichen der neuen Zeit auf der Insel und über Freundlichs Befürchtungen, an der Universität Jena Opfer der Evaluierung zu westdeutschen Bedingungen zu werden. Er sei immer mehr Marxist als Kommunist gewesen und habe sich auch im mexikanischen Exil als Deutscher gefühlt. „Doch jetzt bin ich, was ich fast vergessen hatte zu sein, ein Jude. Zuallererst und zuallerletzt: Jude! Seitdem man mich evaluieren will und meine Wissenschaft null und nichtig sein soll: ein jüdischer Wissenschaftler, dem obendrein ein kleiner Schönheitsfehler anhängt. Er lebt noch. Also bin ich ein übriggebliebener Jude.“ (S. 345–356) Freundlichs Töchter wiederum wollen nach Israel auswandern, nachdem „eine brüllende Rotte“ sie auf offener Straße angepöbelt hat. Nun breche gewalttätig auf, was „lange verdeckt bleiben mußte oder allenfalls parteilich als antizionistische Parole zugelassen war“. (S. 365)
Mit Hoftallers plötzlichem Erscheinen auf Hiddensee enden Fontys Unternehmungen mit Professor Freundlich, denn nun drängt sich Hoftaller mit eigenem Gesprächsbedarf vor und konfrontiert den über Jahrzehnte Beschatteten mit Kenntnissen zu seinen zurückliegenden Frauenaffären in Lyon und Dresden, bei denen Kinder gezeugt wurden. Als der Hiddensee-Aufenthalt endet und die gemeinsame Rückreise mit den Freundlichs per Schiff und Bahn über Stralsund ansteht, interveniert Hoftaller erneut und nötigt die Wuttkes mit drohendem Unterton dazu, mit ihm das Schiff nach Schaprode zu nehmen und in seinem Trabi, den er dort geparkt hat, die Heimfahrt anzutreten. (S. 363–383)

### Die französische Enkelin
Zurück an seinem Arbeitsplatz im Haus der Ministerien, wird Fonty bedeutet, dass er ruhig länger hätte Urlaub machen können. Es werde nur noch auf- und abgeräumt. „Na, von wejen Einigvaterland muß alles schnell abjewickelt sein. Wird aber noch dauern, bestimmt. Jehn Se spazieren, Fonty.“ Diesen zieht es wieder häufig in den Tiergarten, wo er auf dem Neuen See allein im Boot seiner alten Ruderpassion frönt, bis Hoftaller ihn dort abpasst und verlangt, demnächst mit ins Boot genommen und von Fonty gerudert zu werden. Dem schwant nichts Gutes, vielmehr beunruhigen ihn danach mancherlei Erinnerungen an Ruderpartien mit seiner damaligen Dresdner Geliebten auf der Elbe, die sich mit allerlei Rudererlebnissen von Figuren in den Romanen Fontanes vermischen. (S. 390–401)
Hoftaller geht aber, als er dann morgens mit im Boot sitzt, vielmehr auf Wuttkes Rudererlebnisse mit seiner französischen Geliebten auf der Rhône während seines Kriegsberichterstatter-Einsatzes bei Lyon ein. Nach genüsslichem Ausbreiten weiterer dienstlicher Kenntnisse zu Wuttkes damaligen Verstrickungen wechselt Hoftaller das Thema – binnen einer Woche steht nunmehr der Vollzug der neuen deutschen Einheit an – und lamentiert über den Wegfall des russischen Schutzschilds für die DDR im Zuge von Glasnost und Perestroika. Erst beim Aussteigen aus dem Boot setzt er Fonty über die „niedliche“ französische Enkeltochter ins Bild, die eigentlich Nathalie heiße, aber nach ihrer Großmutter Madeleine genannt werden wolle. „Was soll das Gezitter! Wenn Sie wollen, mach ich für morgen ein Treffen aus. Nur nicht so ängstlich. Ihre Emmi hat keinen blassen Schimmer, wie sollte sie auch…“ (S. 401–413)
Für die Erstbegegnung von Großvater und Enkelin wird am nämlichen Ort ebenfalls eine Ruderpartie verabredet. Die Leute vom Archiv sind auf ihrem Beobachtungsposten sehr angetan von der jungen Französin: „Klein bis zierlich, mal lebhaft burschikos, dann wieder still, ganz Ohr, dabei ungekünstelt naiv und dennoch von jener mitteilsamen Klugheit, die zum Gespräch einlud und die Fonty sogleich als einladend für eine Ruderpartie empfand; selbst wir vom Archiv hätten gern mit Madeleine in einem Kahn gesessen, so gewinnend, nein anziehend überbrückte sie alle Distanz.“ (S. 418) Madeleine bittet darum, die Ruder übernehmen zu dürfen, und klärt den Großvater im Wasser gleitend über ihren Werdegang auf, über ihre anfangs schwierigen deutschen Sprachstudien und ihre Auseinandersetzung mit der deutschen Literatur des 19. Jahrhunderts. „Monsieur können mir glauben, das war gewiß kein Kinderspiel“. Am Rande des Sees, den Blick auf die Uferlandschaft gerichtet, bemerkt sie: „Attention, Monsieur! Hier hat alles Ohren, sogar die Natur. Vielleicht spricht man deshalb in Deutschland gern von lauschigen Plätzchen.“ (S. 420–422) Im Weiterfahren erzählt die Enkelin von den Erinnerungen ihrer Großmutter an ihren bereits damals auf Fontane fixierten „Théodore“ (Wuttke), der mit heimlichen Radiosendungen wie sie selbst die Résistance unterstützt habe. Nachdem Madeleine die Erlaubnis eingeholt hat, künftig „Großpapa“ sagen zu dürfen, übergibt sie ihm schließlich, im Boot vor ihm kniend, eine kleine Schachtel mit einem französischen Orden, Jahrzehnte nach seinen bei den deutschen Besatzungssoldaten subversiv wirkenden Lesungen und Meldungen in dem Partisanenradio. (S. 423–429)
Emmi Wuttke beginnt sich ihren Reim zu machen auf ihres Mannes viele Ruderausflüge und mit Madeleine unternommene Stadtspaziergänge, oft auf den Spuren des „Unsterblichen“ – so auch beim Besuch des Potsdamer Archivs. (S. 457–462) Auf einer nun überraschend von Emmi bestellten Ruderpartie mit ihrem Mann gesteht dieser schließlich, was ihr schon schwante und was nun von ihr nachsichtig behandelt wird. Am Nachmittag des zweiten Oktobers 1990, auf einer Kahnfahrt zu dritt, erkundigt sich Emmi bei Madeleine zunächst nach dem Stand ihrer Magisterarbeit, dann nach ihrer Einstellung zu der ab Mitternacht eintretenden deutschen Einheit. Aus französischer Sicht, so die Antwort, ein normales Ereignis, nicht unbedingt wünschenswert, doch akzeptabel. „Im Gegensatz zu Großpapa, der voller Bedenken ist, bin ich froh über die Vereinigung. Ich hoffe, dass auch Sie, Madame Wuttke, sich glücklich schätzen. Ein großer Tag!“ (S. 451) Schon geraten auf anderen Booten die Vorfeiern außer Kontrolle, zwei Boote stoßen zusammen und Frauen gehen über Bord. Nur Madeleines beherzter Rudereinsatz rettet die eine vor dem Ertrinken. Emmi lobt sie dafür und lässt es zu, dass Wuttkes Enkelin nicht nur ihn als grand-père anspricht, sondern fortan auch sie als grand-mère. (S. 441–455)

### Einheitsbegängnis, Treuhand und Lausitzer Kohle-Abgrund
Zur Feier der deutschen Einheit vor dem Reichstag finden sich auch die Wuttkes mit Madeleine ein. Hoftaller, den Madeleine hat wegschicken wollen, bleibt mit dem Bemerken, er gehöre „zur Familie“. Fonty möchte „schnell raus aus dem Rummel“, gibt aber Madeleine nach, die sich und der Großmama „die Freude der heutigen Nacht“ erhalten will. Als die Reden gehalten sind, wird gesungen. „O ja! Ein Singen hob an. Entfesselt und chorisch gestimmt, begann der Schwellkörper deutscher Sangeslust zu tönen.“ In die über Lautsprecher erklingende Ode an die Freude stimmt auch Emmi „mit gar nicht üblem Alt“ in Madeleines „erhebenden Gesang“ ein, während Hoftaller seinen Spott mit der Freude treibt. Während des anschließenden Glockengeläuts äußert Fonty, nun energisch zum Aufbruch drängend: „Zuviel Freude schnappt über“ und „Von diesem Vaterland erhoff ich mir wenig.“ (S. 467–474)

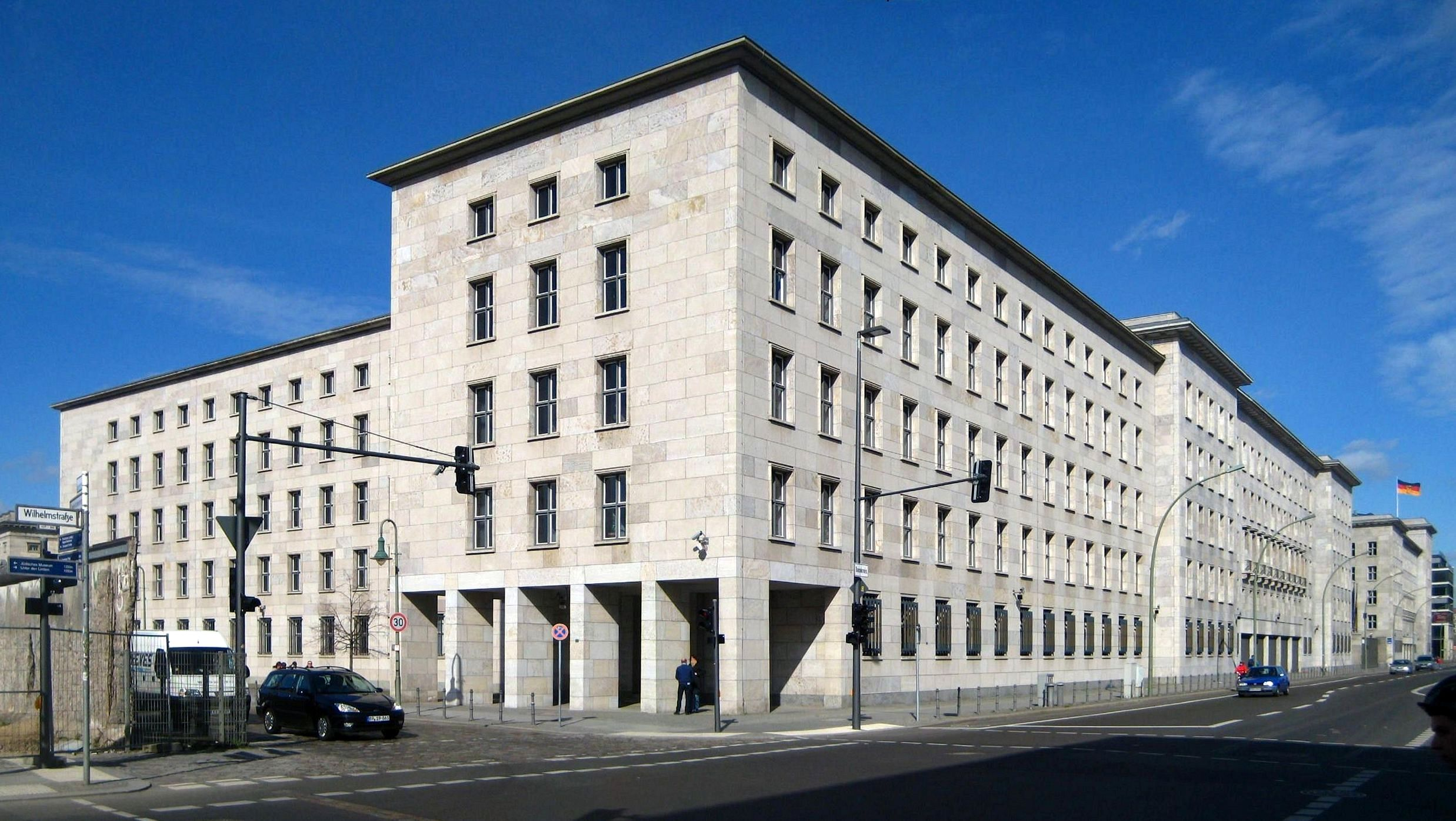
Früheres Treuhand-Gebäude Detlev-Rohwedder-Haus

Während Madeleine nach weiteren Recherchen im Potsdamer Archiv nach Frankreich zurückkehrt, überredet Hoftaller Fonty zu Ausflügen mit seinem Trabi in den neuen deutschen Alltag. Beide sind in veränderter Funktion – Fonty aus Altersgründen nunmehr als Berater, Hoftaller im Außendienst – weiterhin im nunmehr der Treuhandanstalt zugesprochenen Gebäude beschäftigt. „Laut Einheitsvertrag trat das Treuhandgesetz in Kraft und mit ihm wurde ein Wort aufgewertet, das schon einmal von umfassender Bedeutung gewesen war: solange das Dritte Reich dauerte und überall Besitz und Vermögen der Juden in Deutschland unter Treuhand gestellt wurde.“ Jetzt ging es ums eilige Abwickeln des herrenlos gewordenen Volkseigentums der staatlichen Betriebe und Verkaufsstellen durch Privatisierung – Platzbedarf für über 3000 Mitwirkende. (S. 484 f.) In beratender Funktion sorgt Fonty dafür, dass bestimmte Topfpflanzen während der Renovierung des Gebäudes in gesonderten Räumen aufbewahrt werden. „Die behördliche Liebe zu Alpenveilchen und Becherprimel ist gesamtdeutsch“, schrieb er. „Was uns Deutsche verbindet, ist das immerfort blühende Fleißige Lieschen. Was weg muß, muß weg, doch hüten wir uns davor, Topfpflanzen, die immerhin Mauer und Stacheldraht überlebt haben, brutal abzuwickeln.“ (S. 486 f.)
Bei einem Kurzausflug an die Berliner Stadtgrenze spielen Hoftaller und Fonty auf der Brücke der Einheit den dort zu Zeiten des Ost-West-Konflikts praktizierten Austausch von Topagenten nach – für den zunächst wegen Minderwertigkeitsgefühlen gegenüber den Topgrößen seiner Zunft zögerlichen Hoftaller eine schließlich so dankbar empfundene Aufwertung, dass die Austauschbegegnung der beiden Protagonisten in mehreren Variationen wiederholt wird. (S. 489–493) Ein anderer Ausflug im Trabi am 9. November 1990, dem ersten Jahrestag des Mauerfalls, gilt auf Hoftallers Betreiben dem Lausitzer Braunkohlerevier bei Senftenberg. Fonty ist vom Fahrtziel, das vielerlei negative Assoziationen auslöst, gar nicht angetan: „Aufgehäufelte Häßlichkeit. Nichts, worauf das Auge ruhen möchte. Nur Abgrund und Mondgebirge. […] Was soll das Hoftaller? Wollen Sie mir verschwundene Dörfer samt Kirchen aufzählen, mich mit Produktionszahlen und henneckehaften Leistungen erschlagen? […] Da steckt doch Absicht hinter. Ein Tallhover fährt nicht einfach ins Blaue und ein Hoftaller, wie ich ihn kenne, schon gar nicht…“ (S. 507–510)
Vom ersten Ausstieg mit Grubenbesichtigung beim Tagebau Greifenhain in Pritzen, wo beide neben leerstehenden, für den Abbruch vorgesehenen Häusern am Abgrund stehen, geht die Fahrt weiter zum gegenüber gelegenen Altdöbern. Dort blicken sie wiederum von der Abbruchkante zur Grubensohle mit Grundwasserseen, in denen sich Abraumhalden spiegeln. Hoftaller gibt Fonty bei dieser Gelegenheit zu verstehen, dass er es war, der ihn nach kritischen Äußerungen zum Aufstand vom 17. Juni 1953 davor bewahrt habe, in die Produktion gehen und im Tagebau schuften zu müssen. Weiters verbindet er den Blick in die Grube mit einem Bild von menschlichem Abraum, zu dem man werde: „säuberlich aufgeschüttet, in Reihe gebracht. Sortierter Rest und Abraum der Geschichte. Ach Wuttke, was hat man aus uns gemacht? Was haben wir aus uns machen lassen? Traurige Überreste. Nur noch Rückstände sind wir, allenfalls Schrott wert. Altlasten nennt man uns.“ Fonty, den Ekelgefühle befallen, fühlt sich vorübergehend versucht, Hoftaller zwecks Lastenabschüttelung in die Grube zu stoßen, sieht sich diesbezüglich aber auch selbst gefährdet und verwirft den Gedanken. Hoftaller nutzt schließlich den Schauplatz und das Datum zu einer Bilanz des DDR-Niedergangs: „So sah es zum Schluss überall aus: War ne Staatspleite, Endstation! Nur noch Minus unterm Strich. Das stand jedenfalls in den Berichten an die führenden Genossen: Nichts mehr da, ausgebeutet bis zum Gehtnichtmehr.“ Der Westen habe seinen Anteil daran: „Die drüben haben uns fix und fertig gemacht. Kein Wunder! Die gaben das Tempo an, wir mußten Schritt halten. […] Sollen sie haben, den Schrott. Sitzen nun drauf, halten die Treuhand drüber…“ Hoftaller möchte wetten, dass das für die Wessis nicht gutgeht: „Sollen uns ruhig schlucken. Verschlucken werden sie sich.“ (S. 511–518)

### Denkmalsbegehung in Neuruppin
In seiner Beraterfunktion gelingt Fonty im Zuge der Gebäuderenovierung mit einer Denkschrift die Erhaltung des Paternosters. (S. 405 f.) Ein eigenes Arbeitszimmer wird ihm in Aussicht gestellt, verbunden mit dem Auftrag, zu Werbungszwecken eine Informationsschrift für die Öffentlichkeit über den baugeschichtlichen Hintergrund des künftigen Treuhandgebäudes zu erstellen. (S. 530, 534 f.) Als die dank Emmis Hilfe schließlich in Maschinenfassung vorliegende Schrift „Vom Fortschritt der Geschichte“ abgeschlossen ist, belohnt Hoftaller, der mit seinen Mitteln den zunächst widerstrebenden Fonty zur Auftragserledigung genötigt hat, diesen mit der mehrfach verschobenen Trabifahrt Anfang März 1991 nach Neuruppin. Man besucht zuerst das dortige Heimatmuseum, „denn in Neuruppin wurde nicht nur der große Baumeister Karl Friedrich Schinkel geboren, der Preußen nach schlichtem Maß diszipliniert hat, sondern auch der Dichter der Mark, der Sänger Brandenburg-Preußens, mehr noch, der über die Mark hinaus stilbildende Prosaist und Schöpfer unsterblicher Romanfiguren, ein Meister, aus dessen Schule der Autor der ‚Buddenbrooks‘ hervorging und – wie wir einräumen müssen – der Autor der ‚Jahrestage‘, dessen schriftstellerischer Haushalt gleichfalls so reich wie detailkrämerisch bestellt gewesen ist.“ (S. 575, 578)
Anschließend steht das ehemalige Friedrich-Wilhelm-Gymnasium mit der Inschrift „Civibus aevi futuri“ („Den Bürgern der kommenden Zeit“) auf Fontys Programm, der dort ebenso wie Schinkel und Fontane die Bank gedrückt und als Theo Wuttke 1938 ebenda sein Abitur gemacht hat. (S. 579 f.) Sodann geht es zum Schinkel-Denkmal am gleichnamigen Platz, zur Klosterkirche und zur Schiffsanlegestelle am Seeufer, bevor man zur Löwenapotheke zurückspaziert und neben dem Heimatmuseum ein verrottetes Haus aufsucht, in dem Kühns Neuruppiner Bilderbögen „vom Stein weg“ gedruckt worden sind. Erst danach begeben sich Fonty und Hoftaller zum Fontane-Denkmal. Erwartungsgemäß finden sie den Schriftsteller „als rastenden Wanderer, in Bronze sitzend, auf einer steingehauenen Bank.“ (S. 581)

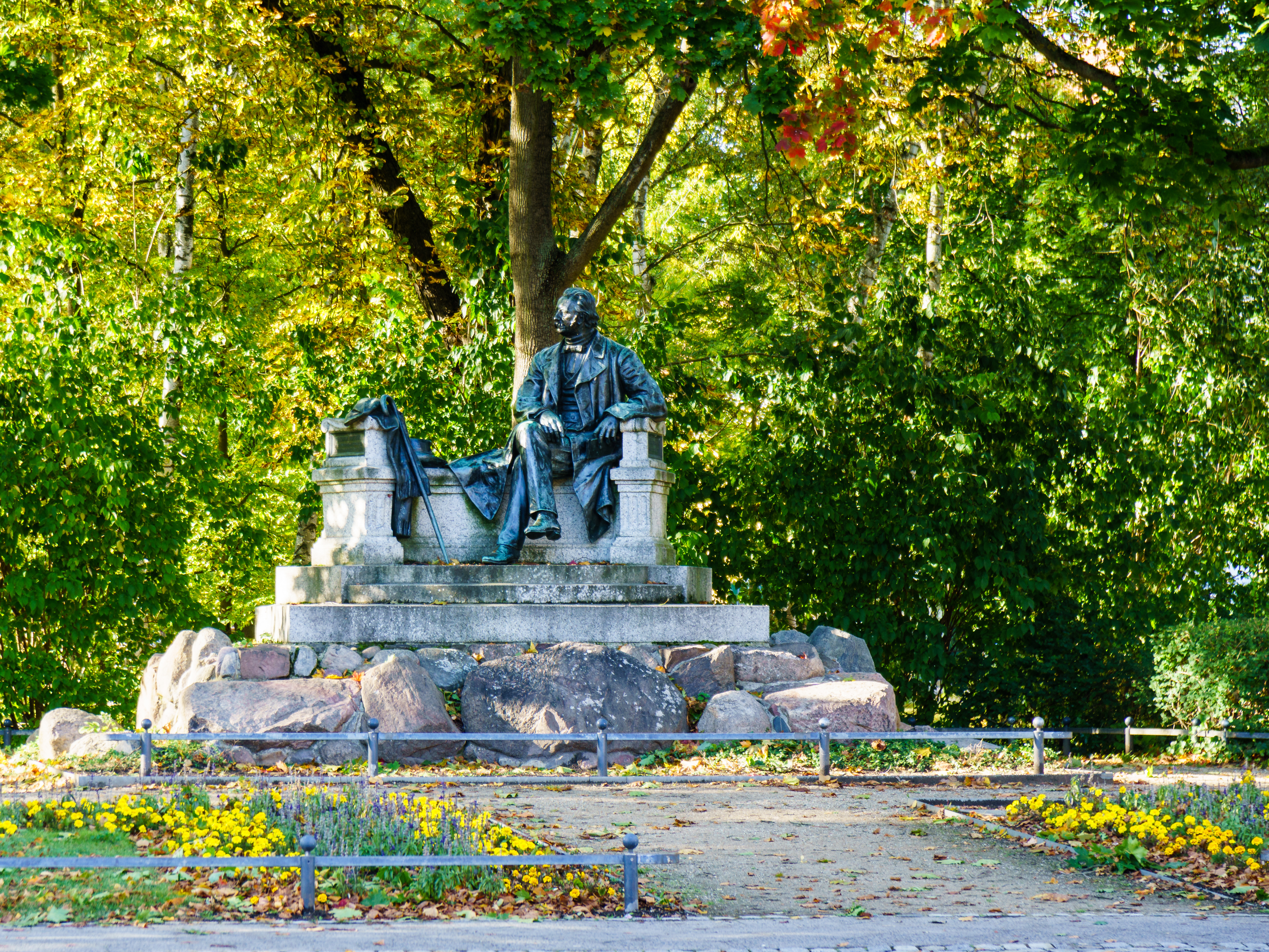
Neuruppiner Fontane-Denkmal

Nachdem eine Reihe von Betrachtungen angestellt sind, geht Hoftaller an die Umsetzung eines vorgefassten Plans und fordert Fonty im Befehlston auf, das Denkmal zu ersteigen und sich zwischen den Dichter und den an der Seite liegenden Bronzehut auf die Steinbank zu setzen. „Nur zum Vergleich…“ Das sei nun mal der Preis der Unsterblichkeit. Als Fonty sich anhaltend weigert, droht ihm Hoftaller damit, Akten zu seinem als Ministerialrat in Westdeutschland tätigen Sohn ans Licht zu bringen, „der uns seit gut einem Jahrzehnt von der Hardthöhe herab mit seinem Spezialwissen zu Diensten gewesen ist...“ Fonty fügt sich und posiert, wie ihm geheißen, auch in Haltung und Blickrichtung ganz die Denkmalsfigur nachahmend. Arm an Arm spürt er neben sich „das Überlebendsgroße“ und wirkte trotz merklicher Ähnlichkeit „wie ein geschrumpftes Modell.“ Da nähert sich aus der Parkanlage ein Touristenpaar dem Denkmal, sie „mager, hochgewachsen und von gotischem Reiz, er bullig gedrungen“. Pfeife rauchend unter Baskenmütze und mürrisch über die leicht schiefsitzende Brille dreinblickend, ein Künstler auf Motivsuche, gibt er ihr „unter hängendem Schnauz“ mit verräterischem Interesse an Details Anweisungen für Bildaufnahmen mit dem Fotoapparat und findet: „Toller Guß! Siehste, sitzt auf Granit. Beißt sich kolossal, hätte unser Freund da oben gesagt.“ Sie nennt ihn „Vadding“, er sie „Mudding“, demnach vielleicht von der vorpommerschen Küste kommend. Die Potsdamer Archivmitarbeiter halten fest: „Fonty saß wie in Erz gegossen; auch Hoftaller stand samt Zigarette versteinert. Das Paar jedoch wollte weder den Tagundnachtschatten im Vorfeld des Denkmals noch das als Double erhöht sitzende Objekt wahrnehmen.“ Schließlich verschwinden die Störenden in Stadtrichtung: „ein ungleiches Paar, das einen ganz anderen Roman lebte.“ (S. 586–592)

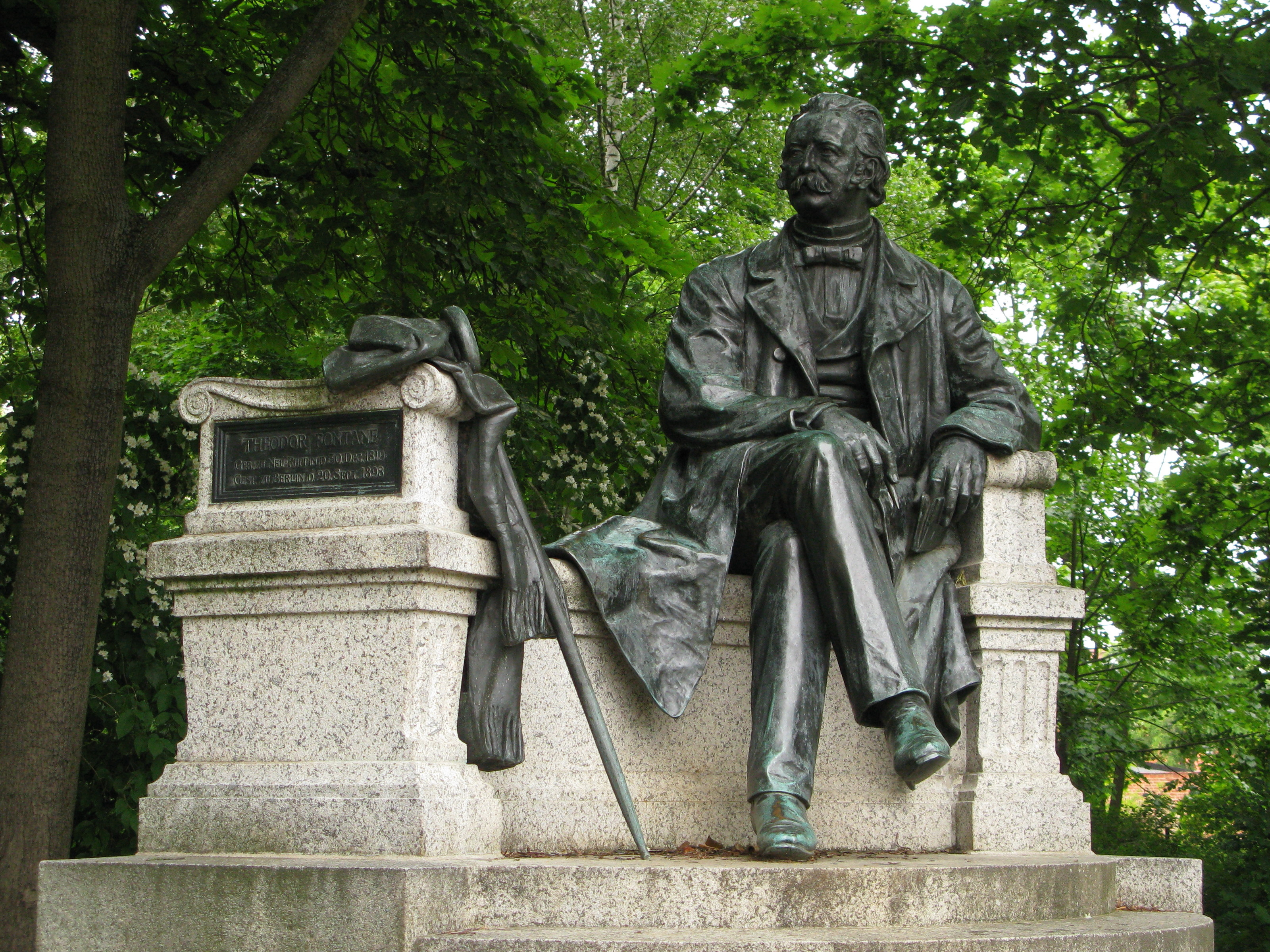
Detailansicht des Denkmals

Fonty hebt vom Denkmal herab zu einer Klagerede an, die sich zunächst auf die Denkmalsfigur neben ihm bezieht, der nicht der „Unsterbliche“ selbst als Modell gedient habe, sondern einer seiner Söhne. Es folgen düstere Betrachtungen über prekäre Schriftstellerexistenzen. Auf Hoftaller weisend ruft er aus: „Was wären wir ohne Zensur, ohne Aufsicht? Sie, mein auffällig unauffälliger Herr, sind schlechterdings unser gutes Gewissen!“ Dann beklagt er das Missverhältnis zwischen denen, die sehr einträglich mit Literatur handeln, und denen, die sie machen und dabei darben oder sich irgendwie durchschlagen. Danach wendet er sich wiederum direkt an Tallhover, indem er ihn und seinesgleichen zur Rechenschaft zieht: „Wer hat den armen Loest in Bautzen hinter Gitter gebracht? Wer hat die Besten, den bis zuletzt störrischen Johnson voran, aus dem Lande gegrault? […] Eure Fürsorge hieß Beschattung. Rund um die Uhr habt ihr Schatten geworfen. Tagundnachtschatten seid ihr. In Armeestärke fiel Schatten auf uns. Dem ganzen Land als Schattenspender verordnet.“ Nach dem Abstieg vom Denkmal wird der zitternde Fonty von Hoftaller fürsorglich in den Arm genommen und zu einer Bank geführt. Die Archivmitarbeiter ergänzen Fontys Äußerungen und steuern Betrachtungen zum aktuellen Geschehen im deutsch-deutschen Literaturbetrieb bei: Um nicht beschuldigt zu werden, beschuldigen Schriftsteller einander gegenseitig. Gestern noch hoch Gefeierte sehen sich heute in den Staub geworfen. Auf einmal schien jeder verdächtig. „Und da Himmelsrichtungen weiterhin die Richtung vorgaben, sollte östliche Literatur nur noch nach westlichem Schrottwert gehandelt werden.“ (S. 594–600)

### Treuhand-Turbulenzen
Der unterdessen vollzogene Umzug des Treuhandpersonals ins vormalige Haus der Ministerien führt Skandale aus Halle und Dresden im Schlepptau: „Es stinkt kolossal nach legalem Betrug.“ (S. 609) Die Treuhandanstalt gerät, wie Fonty ihrem Chef bei einer Begegnung im Paternoster darlegt, in Verruf. Wie unter Produktionszwang betreibe man u. a. das Abwickeln von Industrieanlagen, Immobilien, „Verlagshäusern samt Inhalt“, Schlachthöfen, Ferienheimen, landwirtschaftlichen Produktionsgemeinschaften. Man mache sich damit viele Feinde. Der Chef zeigt sich Fonty gegenüber aufgeschlossen, besonders, als dieser seine Bemerkungen mit Handlungsaspekten aus Fontanes Romanwerken verknüpft. Bei weiteren Paternosterbegegnungen wird speziell Quitt zum Thema. Den Chef beschäftigt die Frage, warum der Wilddieb den Förster erschießen muss. Als Fonty ihm die Logik dieses Mordes entwickelt, fragt sich der Treuhandchef schließlich, ob das Förster-Wilderer-Verhältnis auf seine Position zu übertragen sei. (S. 610–618)
Die Beziehung Fontys zu seinem äußerst arbeitsbeflissenen Chef wird Mitte März 1991 noch enger, als beide einander nach Mitternacht im siebten Stock begegnen, der Chef auf Rollschuhen und mithilfe des Paternosters die Stockwerke außerhalb des eigenen Sicherheitstrakts sportlich durchmessend, weil ihm ärztlicherseits Bewegung als Ausgleich zu seiner hauptsächlich sitzenden Tätigkeit verordnet worden ist. Für ein Gespräch mit Fonty, in dem der Chef sein Leid mit der ihm vom Kanzler der Einheit übertragenen „Drecksarbeit“ klagt, pausiert der Sport, und man kommt in Fontys Arbeitszimmer zu einem mehrstündigen Plausch zusammen. Den des „heillosen Sanierens“ anscheinend überdrüssigen Chef sucht Fonty mit einer Redensart zu trösten: „Geht einem oft so: Man will ein Rebhuhn schießen und schießt einen Hasen – Hauptsache man trifft!“ Alsbald wird das Gespräch dann wieder mit Motiven und Handlungssträngen Fontanescher Romanfiguren verbunden, bis Fonty den Chef schließlich fürsorglich zum Aufbruch drängt. Noch zweimal wird dieser ihn zu mitternächtlicher Stunde für weitere Gespräche und Weinbrandverkostungen aus volkseigenen Restbeständen besuchen. (S. 619–624)
Nach der Ermordung des Treuhandchefs kommentiert Fonty in einem Brief an seine französische Enkelin seine Geschehenseindrücke sarkastisch. „Natürlich ist nach außen hin Halbmast angesagt. Mit offiziellen Tränen wäre ein Schwimmbassin zu füllen. […] Der Kanzler hingegen scheint mir eher verärgert, weil er nun, nachdem sein Pappkamerad, der allen Haß auf sich zog, nicht mehr stillhält, unübersehbar verantwortlich ist; er mag sich (wie der Kaiser im Märchen) entblößt vorkommen, ein kolossaler Nackedei.“ Dem werde aber niemand etwas antun. Er sei verächtlich, aber nicht hassenswert. „Seinesgleichen war nie zu treffen, was schrecklich genug ist.“ Anders hätten die Dinge zum Beispiel bei der Ermordung Marats durch Charlotte Corday gelegen. „Welche Leidenschaft, welche Größe, welch ebenbürtiger Haß!“ Möglichen Zweifeln seiner Enkelin an dem Vergleich mit Terrorherrschaft und Guillotine begegnet Fonty mit der Bekräftigung: „Millionen Arbeiter und Angestellte sind einem Enthauptungsprozeß unterworfen, demzufolge der einzelne zwar nicht um einen Kopf kürzer gemacht wird, doch kappt das Fallbeil seinen Erwerb, seinen bis gestern noch sicheren Arbeitsplatz, ohne den er, jedenfalls hierzulande, kopflos ist.“ (S. 625 f.) Für die Treuhand-Chefetage annonciert Fonty in dem Brief an Madeleine eine weibliche Nachfolge: „Nur eine Frau kann bei der hier geforderten Abwickelei genug Härte beweisen. Er wäre dafür auf Dauer zu schwach gewesen, so robust er äußerlich wirkte. Doch eine Frau steht das durch…“ (S. 629 f.)
Die Täterschaft in der den vormaligen Treuhandchef betreffenden Mordsache bleibt im Dunkel, öffnet damit aber auch vielerlei Spekulationen Tür und Tor. Gegenüber Hoftaller entwickelt Fonty ausgiebig den Verdacht einer Stasi-Beteiligung, die von diesem jedoch zurückgewiesen wird; der tippt auf sogleich wieder abgetauchte Mitglieder der RAF. Beiden erscheint aber auch eine hausinterne Täterschaft möglich, vielleicht jemand aus dem abzuwickelnden Verlagswesen, den die Treuhand als Schreibkraft angestellt hat, wahrscheinlich eine Frau, die nach der Tat ihrer Arbeit im Gebäude unauffällig weiterhin nachgeht. Mit dem Wechsel an der Spitze des Hauses ist – in Verbindung mit Prämienanreizen – eine schärfere Gangart beim Abwickeln verbunden. Auch intern muss nun manches schnell vom Tisch, so auch Fontys Auftragsarbeit, die zwar hinsichtlich mancher gebäudehistorischen Aspekte als verdienstvoll und späterer partieller Nutzung vorzubehalten belobigt wird, der prioritären marktwirtschaftlichen Neuausrichtung jedoch zu wenig entspreche und deshalb keine Verwendung finden könne. Fonty verbleibt ohne Arbeit in seinem Arbeitszimmer bei der Treuhand. (S. 630–638)

### Ohne Arbeitszimmer zu zwei letzten preußischen Ruhestätten
Während mehrerer Tage in Folge findet Fonty sein Arbeitszimmer je um eine Topfpflanze bereichert, bis schließlich die für diese Begrünung sorgende Raumpflegerin Helma Frühauf selbst mit einer Palme vor ihm steht. Während beide dafür einen passenden Platz suchen, kommen sie ins Gespräch, unter anderem über die Herausforderung von Rollschuhspuren auf Linoleum für Raumpflegerinnen. Während weitere Grünpflanzen eintreffen, wird Fonty von der Abteilung „Öffentlichkeit und Kommunikation“ der Auftrag erteilt, sich auf Wortsuche zu begeben, um für die in Verruf gekommene Vokabel abwickeln besseren Ersatz zu schaffen. Frau Frühauf wird von Fonty in den Findungsprozess einbezogen und steuert aus dem eigenen Umfeld die auf Personalabbau zielenden Begriffe „verschlanken“ und „ausdünnen“ bei. Doch auch Fontys Eingenfund „abspecken“ erscheint ihm nicht besser klingend als abwickeln. Die Lösung fällt ihm erst ein, als er über den plötzlichen Abgang von Frau Frühauf und ihre letzten Mahnungen bezüglich der Pflanzenpflege nachdenkt: „Schlage anstelle von abwickeln das Wort umtopfen vor. Raus dem volkseigenen, rein in den privaten Topf.“ Gleichwohl müsse es seiner Ansicht nach aber bei abwickeln bleiben: „hat sich eingebürgert, ist sprichwörtlich geworden.“ In kurzer Folge gehen Fonty danach zwei Mitteilungen zu, zum einen die, dass Professor freundlich in Jena in den Freitod gegangen ist, zum anderen die, dass er sein Arbeitszimmer binnen einer Woche besenrein zu räumen habe; er werde fortan im Außendienst verwendet. „Nicht nur für Juden ist hier kein Platz“, hätte ihm dazu wohl einfallen können; stattdessen sagte er sich: „Na gut, woanders ist auch Welt!“ (S. 638–662)
Fonty verfasst eine Reihe von Abschiedsschreiben mit dem Ziel, Deutschland per Flugzeug Richtung England zu verlassen. Wegen Bombenalarms wird seine bereits startbereite Maschine geräumt; im Wartebereich wird er wiederum von Hoftaller abgefangen und zur Umkehr gebracht, unter anderem mit dem Hinweis auf einen Selbstmordversuch Emmis. Fonty erleidet einen Nervenzusammenbruch und wird daheim zusammen mit seiner Frau von Tochter Martha und Hoftaller während vier Wochen gepflegt. Die Nachricht vom Verkehrstod Grundmanns und die Notwendigkeit der Beerdigungsvorkehrungen sowie die Aussicht auf das ansehnliche Erbe beenden umgehend das Leiden Emmis, die sogleich zur Unterstützung ihrer nun verwitweten Tochter Martha mit ihr zum aktuellen Sitz des Bauunternehmens nach Schwerin aufbricht. Just zu diesem Zeitpunkt findet sich Madeleine bei Wuttkes ein und besteht gegenüber Hoftaller energisch darauf, fortan selbst die Pflege ihres Großvaters zu übernehmen, der sich nun ebenfalls schnell erholt. Sein von Frau und Tochter gewünschtes Nachkommen in die am Schweriner See gelegene Villa, für ihn „Schloss Großkotz“, lehnt Fonty ab: „Bin umpflanzuntauglich. Habe Seßhaftigkeitsphlegma. Zu wenig berlinverdrossen, um mecklenburgfreundlich zu sein. Stimmungswechsel bleibt fraglich.“ (S. 665–721)

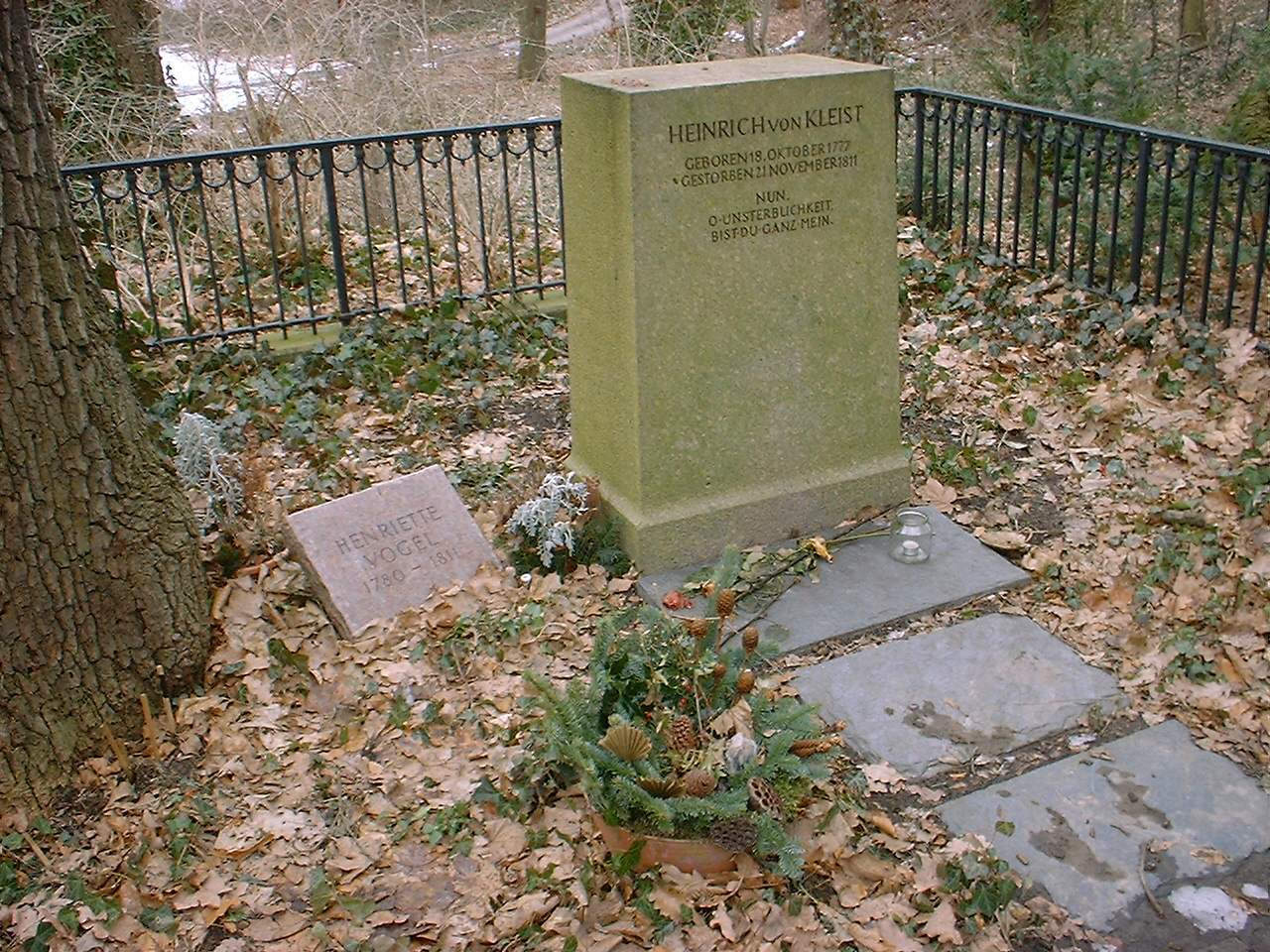
Das Grab Heinrich von Kleists und Henriette Vogels am Kleinen Wannsee

Den Berliner Spaziergängen Fontys und seiner Enkelin bleibt Hoftaller zwar permanent auf den Fersen, muss aber Abstand halten. Auf Madeleines Frage: „Monsieur Offtaller macht wohl nie Feierabend?“, erwidert Fonty, dass er ihn nur immer im Dienst kenne. Der wisse auch mit Urlaub oder einer Sommerfrische gar nichts anzufangen. Als man anlässlich der Überführung der Hohenzollernsärge Friedrichs II. und seines Vaters von Burg Hohenzollern nach Potsdam am 14. September 1991 als Zuschauer aufbricht, darf Hoftaller auf Fontys Fürsprache beide jedoch direkt begleiten; die Anfahrt findet in seinem Trabi statt. Madeleine bittet darum, das in Wannsee am Wege liegende Grab eines anderen unter ihren Lieblingsautoren aufzusuchen. Könige seien ihr nicht wichtig, auch französische nicht, aber dem Autor der Penthesilea wolle sie die Ehre erweisen. Fonty fügt sich leicht verstimmt, denn Kleist, der andere Preuße, wirkt auf ihn „genialisch hoch verstiegen“. So hatte sich auch in Fontanes Kritiken von Kleist-Stücken nur schwankendes Wohlwollen ausgedrückt. „Wie häufig bei Unsterblichen: bei allem Respekt, man blieb sich fremd.“ (S. 722–727)
Als das Defilee am Sarg des Sanssouci-Heimkehrers – mit dem Kanzler unter den Hohenzollern-Nachfahren an der Spitze – bereits begonnen hat, stoßen auch die drei vom Kleistgrab Kommenden zu der dem Ereignis beiwohnenden Volksmenge. Fonty mag da schon nicht mehr teilnehmen. „Was hat die Demokratie und deren regierende Masse hier zu suchen?“ Auch Madeleine zeigt sich in ihren Erwartungen enttäuscht, weil man in Frankreich eine solche Grablegung wohl mit einem spektakulären Staatsakt napoleonischen Zuschnitts verbunden hätte. Da Regen einsetzt, ziehen sich die drei in einen Pavillon im Schlosspark zurück, wo Fonty unter anderem mit Plaudereien über Schloss Rheinsberg und Schloss Küstrin zu unterhalten versteht und auf die Hinrichtung des Hans Hermann von Katte unter den Augen seines Freundes, des Kronprinzen Friedrich, eingeht, die auf Anordnung seines Vaters, des „Soldatenkönigs“ in der Festung Küstrin stattfand. Letzteren hat man während des Sanssouci-Defilees, vom Sohn gesondert, in der Potsdamer Friedenskirche aufgebahrt. (S. 728–733)
Als der Regen vorbei ist, möchte Madeleine den neuerlichen „Tag von Potsdam“ mit einem Stadtbummel vor Ort ausklingen lassen. Im Holländischen Viertel weisen eine Reihe von Baugerüsten auf voll in Gang kommende Renovierungsarbeiten hin. Eines von ihnen wird von einer aus Küstrin angereisten Gruppe polnischer Pantomimen als Bühne umfunktioniert und zur Aufführung des Vater-Sohn-Dramas um die Hinrichtung Kattes genutzt, das dann bis zum nur noch zittrig und gichtgekrümmt mit seinen Hunden spielenden „Alten Fritz“ ausgespielt wird. Auf dem Rückweg überrascht Hoftaller bei einem Halt an der Kulturbrauerei Fonty mit einem Plakat, auf dem er mit einem Publikumsvortrag angekündigt wird. Das lässt sich dieser nach langer Entwöhnung von seinen Kulturbundvorträgen etwas zögerlich, aber gern gefallen. (S. 734–740)

### „Kinderjahre“-Vortrag und „Brandrede“ in der Kulturbrauerei

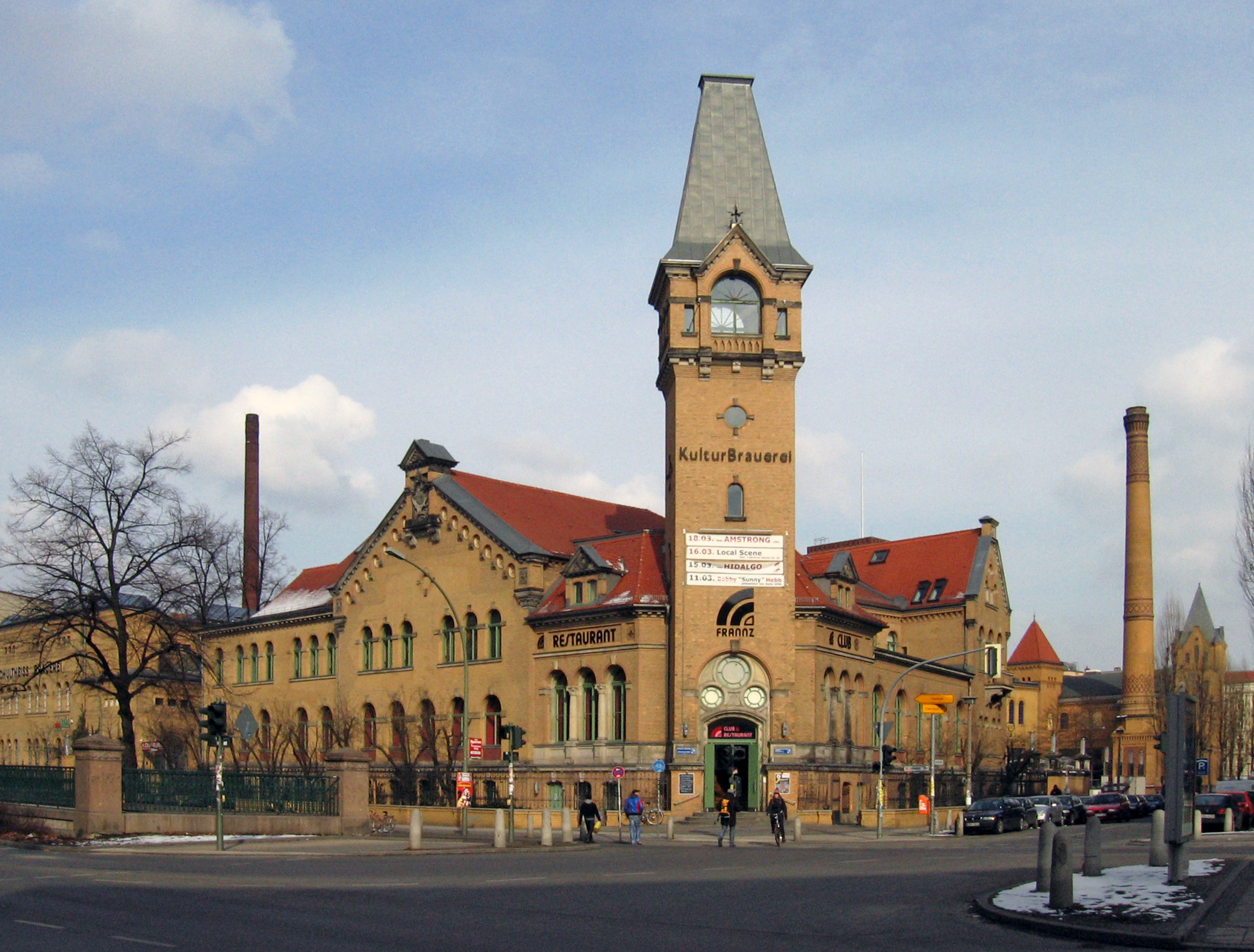
Kulturbrauerei im Jahr 2006

Zwecks Vorbereitung des Vortrags kommen Hoftaller, Madeleine und Fonty in dessen Wohnung zu Kaffee und Kuchen zusammen. Madeleine forscht Hoftaller dabei nachdrücklich bezüglich seiner weiteren Pläne aus und erfährt, dass er sich unter die Studenten der Humboldt-Universität gemischt hat und Spanisch lernt. Was bislang davon zu hören ist, findet Fonty einmal mehr „ridikül“. Von Interesse ist aber das von Hoftaller angegebene Ziel seiner Sprachbemühungen; aufgrund der veränderten weltpolitischen Lage möchte er sich nach Lateinamerika absetzen. Auf nähere Angaben lässt er sich nicht ein. Im Hinblick auf den bevorstehenden Vortrag entscheidet Fonty sich zuletzt gegen einen Tisch und fürs Stehpult: „Wenn schon reden, dann freiweg!“ Zum angekündigten Termin, wenige Tage nach dem Moskauer Putsch strömt „ganz Berlin“ ins Kesselhaus der Kulturbrauerei. Man kennt und schätzt Fonty als Redner, der seinerzeit mit Verbotenem spielte und die Parteibonzen mit doppelsinnigen Äußerungen bedachte. (S. 741–745)
Die vom Potsdamer Archiv übernommenen einleitenden Bemerkungen heben Fontys allgemeine Bekanntheit hervor; er selbst erheitert den Saal zu Beginn mit der Bemerkung, er sei eigentlich kein Redner, um sich dann einen Causeur bzw. Plauderer zu nennen und damit zu seinen als Thema gesetzten Kindheitserinnerungen überzuleiten. Dabei setzt er die eigenen mit denen Fontanes so geschickt in eins, dass sein Publikum der Verdoppelung mühelos folgt. Beiden Vätern ein Denkmal setzend und sie über die Zeitspanne von hundert Jahren hinweg einander Anekdoten austauschen lassend, geht Fonty plötzlich vom Manuskript ab und setzt in freier Rede fort. In leichtfüßigen Zeitsprüngen kommt er unter anderem von der achtundvierziger Revolution des 19. Jahrhunderts auf den eigenen Auftritt am 4. November Alexanderplatz zu sprechen. Nach langatmigen Abschweifungen über märkische Schlösser und Adelssitze, nun in den Fängen der Treuhand, macht er diese zum Thema und imaginiert fürs Publikum ein festliches Begängnis zu deren tausendster Abwicklung – Motto: „Frau Jenny Treibel lässt bitten“ – mit vielerlei Anleihen beim Figurenpersonal der späten Fontane-Romane. (S. 746–751)
Nun versetzt Fonty das Personal der Romane paarweise in die Paternosterkabinen des Treuhandgebäudes. Dort trifft beispielsweise die Romanfigur Corinna auf die als Frau Jenny Treibel verkleidete Treuhandchefin und treibt ihren Spott mit ihr. Nach Vergegenwärtigung weiterer Fontanescher Figurenkonstellationen im Paternoster geht Fonty, wiederum beginnend mit den Kindheitserinnerungen, auf große Brandereignisse im Romangeschehen ein, darunter den von Grete Minde ausgelösten Brand in Tangermünde oder den großen Scheunenbrand in Vor dem Sturm. „So eng schürte Fonty die diversen Brände, so hoch schlugen die Flammen, so beißend war der Rauch, so trocken der Zunder, und so viel Leidenschaft züngelte und erhitzte sich gegenseitig“, dass das Publikum im Banne der Schilderung die nun von außen hereindringenden Sirenentöne als Teil der Darbietung nimmt, bis Hoftaller in der Tür des Notausgangs ein Großfeuer ausruft: „Die Treuhand brennt!“ (S. 755–757)
Fürs Publikum ist das lediglich der gelungene Schlusspunkt des Vortrags, den es mit prasselndem Beifall quittiert. Alles strömt erfreut den Ausgängen zu. Rufe ertönen: „Endlich brennt der Kasten!“ – „Wurde auch Zeit!“ – „Jetzt sollen sie gleich noch die Normannenstraße abfackeln!“ Fonty am Pult sieht sich zur Unzeit gestoppt und findet: „Sind wohl alle übergeschnappt. Ist doch Fiktion alles und nur in einem höheren Sinn wirklich.“ Madeleine geht nach vorn, nimmt das Manuskript sowie den Briefumschlag samt Honorar an sich und zieht den womöglich als Brandverursacher verdächtigen Großvater vom Pult weg und in die abströmende Menge hinein. (S. 757–759)

### Abgänge und Feldende
Tags darauf ist klar, dass nur der Paternoster Feuer gefangen hat und nun schrottreif ist, dass der Feuerwehreinsatz zwischen 21.30 und 23 Uhr überschaubar war und das Treuhandgebäude im Ganzen erhalten geblieben ist. Um die Brandursache wird nicht viel Aufhebens gemacht; ein Kurzschluss infolge fahrlässiger Wartung kommt in Betracht. Ein RAF-Bekennerschreiben liegt in diesem Fall nicht vor. Fontys Vortrag wird in den Feuilletons einiger Zeitungen zwar besprochen, aber allenfalls als „symbolisches Parallelereignis“ behandelt. Er selbst gilt im Archiv als verschollen und wird wegen seiner belebenden Redensarten und Zitate schmerzlich vermisst. In seiner Wohnung trifft man nur Emmi und Tochter Martha an, eben frisch frisiert. „Die Kleidung vom Feinsten, doch nicht neureich aufgetakelt, eher von hanseatischem Chic, als hätten Mutter und Tochter in Hamburg maßnehmen lassen.“ Martha sieht wie eine karrierebewusste Geschäftsfrau aus, selbst ihr Parfum riecht nach Profitorientierung. In die umbenannte vormalige Partei der Arbeiter und Bauern ist sie unterdessen wieder eingetreten. Man suche dort Leute, „die kaufmännisch was drauf haben.“ Mutter und Tochter reisen wieder ab, nicht ohne verwertbares Mobiliar bei einem Altmöbelhändler abzustoßen. (S. 762–770)

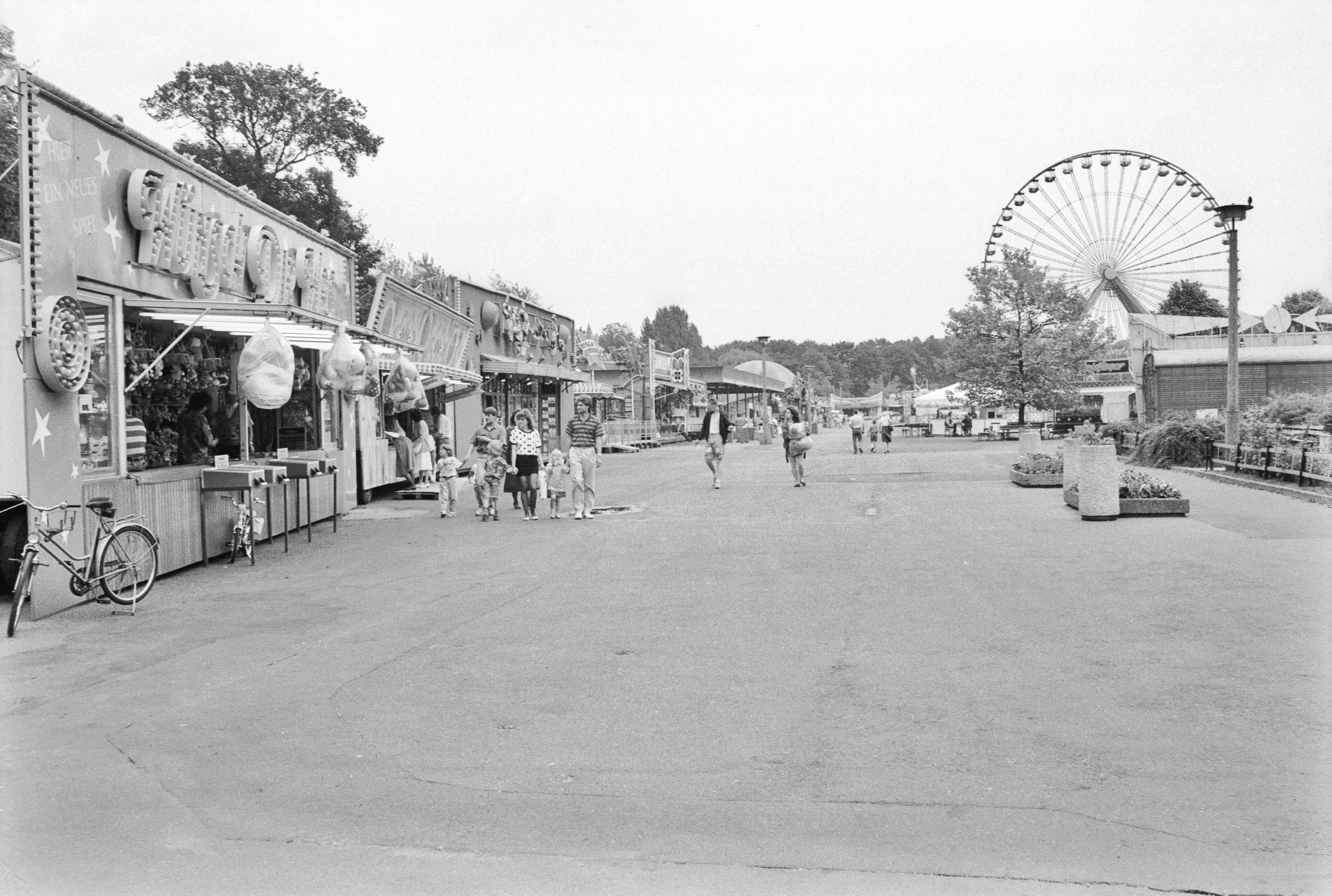
Spreepark im Jahr 1991

Einen Abschiedsbesuch bekommt das Potsdamer Archiv von Hoftaller, der eine längere Reise ankündigt. Sein Outfit hat er dafür gewechselt: dezent kariertes Tuch, hochwertiger Hut nebst Diplomatenkoffer statt der abgewetzten Aktentasche. Er tut eilig, müsse noch schnell was erledigen, bevor es losgehe. „Bin schon lange berlinmüde.“ Vor dem Gehen verrät er, dass er Fonty nach langer Eigenrecherche schließlich mit Madeleine im Spreepark auf der Achterbahn gefunden hat. Fonty habe ihm wegen der langen Suche nachlassenden Spürsinn bescheinigt. Madeleine verlustiert sich hernach eifrig weiter mit den Vergnügungsangeboten der Anlage. An der Schießbude beschafft sie mit beachtlicher Trefferquote eine Tulpe für Hoftaller und eine Rose für Fonty. Der revanchiert sich bei ihr, indem er eine Kornblume schießt, während Hoftaller sich als immer schon schlechter Schütze outet. Für eine Gondelfahrt im Riesenrad darf er Fonty immerhin seiner Enkelin kurzzeitig ausspannen. Oben genießen beide die Aussicht, zerreißen dann Blatt für Blatt die von Hoftaller mitgeführten Dienstpapiere – darunter auch Familie Wuttke betreffende Dokumente – und lassen die Schnipsel im Wind über der Spree niedergehen. (S. 771–776)
Hoftaller beendet seine dem Archiv zur letzten Begegnung mit Fonty gegebenen Auskünfte mit der etwas überraschenden Mitteilung, dass Fonty ihn zum Schluss umarmt habe. Im Archiv spekuliert man nach Hoftallers Rückzug, wo er angesichts überall klaffender Sicherheitslücken angeheuert haben könnte, und einigt sich wegen seines Zigarrenbedarfs auf Kuba. Allerdings bleibt offen, auf welcher Seite: „in Havanna oder von Miami aus?“ Von Fonty empfängt das Archiv nur mehr von Madeleine geschriebene Postkartengrüße, eine aus dem Spreepark, eine vom Berliner Fernsehturm. Danach trifft eine anscheinend in den Cevennen aufgegebene Ansichtskarte vom 12. September 1991 mit der Totenmaske Heinrichs IV. ein, vermutlich aus dem Hugenottenmuseum. Wochen vergehen, bis Mitte Oktober eine letzte Postkarte ankommt. Fonty und Enkelin seien glücklich in menschenleerer Gegend angekommen und derzeit oft auf Pilzsuche. „Bei stabilem Wetter ist Weitsicht möglich. Übrigens täuscht sich Briest; ich jedenfalls sehe dem Feld ein Ende ab…“ (S. 778–781)

## Rezeption
Mit dem Erscheinen dieses Romans ging eine außergewöhnlich breite öffentliche Rezeption einher, wobei die Kritik im Falle der Ablehnung oft drastisch ausfiel. Als im Mai 1996 mit Der Fall Fonty eine erste Bilanz der öffentlichen Aufnahme des Werkes vorgelegt wurde, sollen für die Materialauswahl bereits „weit mehr als 10.000 Zeitungs- und Zeitschriftenartikel, Manuskripte von Rundfunkbeiträgen, Mitschnitte von Fernsehsendungen, erste germanistische Vorträge und Aufsätze sowie über 100 Briefe an Günter Grass“ gesichtet worden sein. In auffällig hohem Maße sei es in der Auseinandersetzung um Ein weites Feld zu einem Dialog von verschiedenen Zeitungen untereinander gekommen.
Als politischen deutsch-deutschen Roman habe man das Werk allgemein aufgefasst, resümiert Osinski, in den neuen Bundesländern begeistert gelesen, im Westen niedergemacht. Es biete kontroverse Lektüremöglichkeiten, abhängig vom jeweils eingenommenen politischen und moralischen Standort. Die laut Oskar Negt von den „Meinungsführern des literarischen Kritikergeschäftes“ praktizierte Strategie, unter Lesern „ein Klima der Berührungstabus“ herzustellen, sei kläglich gescheitert. Je mehr Geringschätzung der Roman erfahren habe, desto stärker sei das Leserinteresse gewachsen.

### Mediale Aufnahme bei Erscheinen des Romans
Am 17. August 1995 befand Andreas Isenschmid in der Weltwoche, er habe zwar 200 Seiten erstklassige Prosa gelesen, doch habe Grass sein „mürbes 200seitiges Altersromänchen“ in mehr als 500 Seiten „matière grasse“ (Fettanteil) versteckt. Hoftaller und mit ihm der ganze Roman sei politisch eine Katastrophe. Die DDR als Provinzdiktatur leuchte ihm noch ein; doch wenn die Stasi zu einer Art „väterlich strengem Sozialarbeiter mit Aktenfimmel“ gemacht werde, „dann möchte man in Biermannsche Rage geraten.“
Gustav Seibt urteilte für die FAZ am 19. August 1995: „Alles in diesem Buch ist Absicht, nichts ist Anschauung.“ Grass schaffe ständig ominöse Zusammenhänge zwischen zeitlich und sachlich entfernten Figuren und Konstellationen, die eigentlich nur die Deutung zuließen, „daß die deutsche Geschichte der letzten zweihundert Jahre eine unheilvolle Kontinuität aufweise, die sie zu ständigen Wiederholungen zwinge.“ Der Roman sei „ein Zeugnis bester Absichten, heroischen Fleißes und der Abwesenheit jeglichen Kunstverstandes, eine Totgeburt, ein Monstrum.“ „Ein kühner Entwurf, ein beherzter Vortrag, der Ton ist mißmutig, die Sprache klar“, schrieb dagegen Jürgen Busche ebenfalls am 19. August 1995 in der Süddeutschen. In sein Fontane-Bild habe Grass – mit Kleist zu sprechen – „den ganzen Glanz und den ganzen Schmutz des deutschen Bürgertums“ aus zweihundert Jahren gelegt.
Am 21. August 1995 zeigte Der Spiegel auf der Titelseite Marcel Reich-Ranicki beim Auseinanderreißen der Buchbindung von Ein weites Feld. In der in dieser Ausgabe in Briefform enthaltenen Buchbesprechung heißt es unter anderem: „Sie waren offensichtlich Ihrer literarischen Mittel nicht sicher genug, um das, was sich vor allem in Berlin abgespielt hat, ohne viele Umstände zum Hintergrund einer Geschichte zu machen. […] Meist ergeben die klangvollen Wörter und Wendungen wenig oder gar nichts. Deshalb müssen wir, Ihre leidgeprüften Leser, stöhnend hinnehmen, daß Sie sich ständig wiederholen.“ Grass wisse sehr wohl, dass die DDR ein schrecklicher Staat gewesen sei, an dem es nichts zu beschönigen gebe. „Doch Ihr Roman kennt keine Wut und keine Bitterkeit, keinen Zorn und keine Empörung.“ Eine Episode gebe es allerdings in dem Buch, die völlig aus dem Rahmen falle. „Sie schildern ein Treffen mit Uwe Johnson. Sie schildern es wunderbar. Das kann keiner besser als Sie. Aber es sind nur fünf Seiten von 781.“
„Eine Kopfzangengeburt, selbstgefällig im Stil, umständlich in der Ausführung. Dozierend, detailkrämerisch und miesepetrig wie ein Archivangestellter hat der Fontane-Freund sein »weites Feld« bestellt“, befand Andrea Köhler am 23. August 1995 in der Neuen Zürcher Zeitung. Es werde Grass zum Verhängnis, dass er „die Mechanik der Wende“ in Gestalt eines rastlos dienstwilligen Personenaufzugs begreife. Wozu „dieses Wiederkäuen von Aufstieg, Wende und Fall“, wenn damit nur bewiesen werden solle, dass sich im Grunde nichts ändere?
„Wer wird das lesen? Freiwillig und bis zum Ende?“, fragte Iris Radisch am 25. August 1995 in der Zeit. Aus zweiter Hand seien Ort und Personen, „dürftig und schleppend der mühsam konstruierte Handlungsverlauf.“ Grass Geschichtsrelativismus mache aus seinen Figuren „Marionetten eines unabänderlichen und immer wiederkehrenden Weltenlaufs.“ Die von ihm eingenommene Rolle des großen Geschichtsinterpreten, der dem Volk den Reformsozialismus am liebsten genauso verordnet hätte wie die SED-Bonzen vordem den Staatssozialismus, führe als Erzählposition eines großen epischen Werkes lediglich in eine „Bitterfelder Sackgasse“.
Philologisch betrachtet, sei das Buch mit großer Sachkenntnis geschrieben, urteilte der Fontane-Forscher Helmuth Nürnberger am 26. August 1995 im Flensburger Tageblatt. Die „interpretationsmächtigen Germanisten“ würden als Spezialforscher voraussichtlich wenig auszusetzen finden. Allerdings führe der 781-Seiten-Wälzer nicht nur dem Schauplatz nach in märkischen Sand. Herzerwärmendes und Banales wechselten ab, ebenso Gegenwartsunlust und geschichtliche Absurditäten. Am selben Tag erschien Wolfram Schüttes Besprechung in der Frankfurter Rundschau. Das „komische Paar“ Fonty und Hoftaller – der Rezensent setzt es in Beziehung zu Figurenkonstellationen wie Don Quichote und Sancho Pansa, Pat und Patachon, Oliver und Hardy, Faust und Mephisto – lasse Grass die Bühne der Fiktion betreten, „die Bühne für Scherenschnitte, Bilderbögen, malerische Stilleben, hingeworfene Skizzen und kinematographisch festgehaltene Figurationen in einem der merkwürdigsten Romane der deutschen Literaturgeschichte.“
Peter Wapnewski befand in Focus am 28. August 1995, Grass habe sich „ein zettelkastenstrotzendes Labor“ eingerichtet und nach gewohnter Methode recherchiert und geforscht. „Sein angelesenes Arsenal an Wissen und Kenntnissen verwirrt den Unkundigen und mehr noch den Kundigen, der ständig etwas zu übersehen fürchtet.“ Es handle sich bei dem Roman um eine „kunstvoll gezirkelte Arena“, gefertigt mit den Mitteln der Bildung, des Wissens, „der wuchernden Detailbesessenheit.“ Doch sei die Idee, Fontane in seinem Urenkel Fonty wiederauferstehen zu lassen, „nicht vital genug, um die lastende Gewichtigkeit eines Romangebäudes zu tragen.“
Als wunderbaren Roman, „mit langem Atem erzählt und zugleich barock glitzernd, voll überraschender Ideen, grotesken Spaßes und spöttischen Nachgrübelns über das deutsche Schicksal der letzten 150 Jahre“, schätzte Adam Krzemiński das Werk in Polityka und am 30. August 1995 in der Märkischen Oderzeitung ein. Der Rahmen des Weiten Feldes sei mit Verve, Sarkasmus und Ironie gesetzt. Das Buch sei mit Anekdoten und Ausflügen in die Geschichte unterhaltsam bestückt. Polen spiele anders als sonst bei Grass leider nur randlich eine Rolle.
Eine „konzertierte Aktion im Zeichen des zerfetzten Buches“ beklagte Gotthard Erler im November 1995 in neue deutsche literatur. Ihm habe Lesespaß bereitet, wie der nun zu den hervorragenden Fontane-Kennern zu zählende Grass „seinen Wuttke mit Variationen Fontanescher Persönlichkeitsmerkmale sowie Familien- und Lebensumständen ausrüstet.“ Problematisch fand Erler den von Grass geübten Umgang mit den weißen Flecken in Fontanes Lebensgeschichte. Hier lasse Grass seine Phantasie spielen und fülle die Lücken mit eigenen Mutmaßungen. „Und so jongliert der Autor zwischen Dichtung und Wahrheit, und selbst hochspezialisierte Kenner werden oft Mühe haben, die Übergangsstelle zu finden, wo die aktuelle Schwadronage Fontys ins ‚echte‘ Fontane-Zitat übergeht.“

### Literarische Aspekte
Grass seinen Roman als ausgepichtes „Kunstprodukt“ abfällig vorzuwerfen, hieße für Wolfram Schütte, ästhetische Ignoranz zu bekunden. Für Grass sei sein „Künstliches“ künstlerische Voraussetzung, Absicht und Form. Demnach habe er sowohl eine Nachschaffung des historischen Modells Fontane als auch die Entwicklung von dessen aktueller Fonty-Variante zu leisten gehabt, die Kombination von literaturhistorischer Didaktik und poetischer Animation. „Zitat und Montage, archivarische Pedanterie und Transparenz auf Leben und Werk Fontanes sind Mittel und Voraussetzung, von der Folie des Historischen in die ironisch-parodistische Kopie der Gegenwart zu überblenden.“
Eine „Ästhetik der Lücke“ zeigt sich für Jutta Osinski in verschiedenen Aspekten der Romanhandlung und speziell in dem Auftritt von Grass und seiner Frau Ute am Fontanedenkmal; „das Faktische – hier die Präsenz Fontys und Hoftallers – bleibt ein blinder Fleck für denjenigen, der es fotografieren will. Es bleibt ein Fehlen, eine Lücke, die es aufzufüllen gilt.“ Aufgefüllt würden die Lücken mit Fiktionen; und diese hätten mehr Erkenntniswert für die Wirklichkeit als das sogenannte Faktische. Madeleines Besuche im Archiv dienten der Schließung von Wissenslücken. Das Archiv selbst sei aber zur Füllung eigener Lücken auf Fonty angewiesen. Alle Perspektiven würden zu Beobachterperspektiven; die Figuren erschienen als Beobachter und Beobachtete. „Zur Ästhetik der Lücke und der perspektivischen Konstruktion gesellt sich der Vorrang des Sehens, des Nachspionierens und wechselseitigen Nachforschens, bei dem die Subjekt-Objekt-Relationen mehrfach vertauscht werden.“ Mit den Einblendungen von Fontane-Figuren und -Episoden entwickle sich zudem „ein Spiel mit Texten, dem nicht zu entkommen ist.“
Das als Rückblende in die Romanhandlung eingeschobene Treffen Fontys mit Uwe Johnson beim Fontane-Denkmal in Neuruppin (S. 603–609) wurde Grass auch von harschen Kritikern als eine aus der Gesamtkomposition herausragende literarische Leistung zuerkannt. Die fiktive Begegnung ist zeitlich 1983 angesetzt, als Johnson die Arbeit an seinem Großwerk Jahrestage im Jahr vor seinem Tod gerade beendet hatte. Die Episode wirkte auch als Anregung für einen Vergleich der unterschiedlichen Einstellungen von Fontane, Johnson und Grass beim erzählerischen Umgang mit Realität und Fiktion. Während Fontanes Erzählstil dem Leser die Illusion „als ob es so gewesen wäre“ biete, wechsle Johnson zwischen dem Erinnern, einem Sich-Vorstellen und dem Ausdenken und entwickle dergestalt, wie es gewesen sein könnte. Grass schließlich beziehe sich in Ein weites Feld auf eine zweifache Wirklichkeit: die der Literatur und die der historischen Fakten. Es gehe ihm um eine epische Fiktion, „die allein in ihrer offengelegten Konstruiertheit eine Aussage zur Geschichte abgeben kann, nicht zu deren einzelnen Details, sondern zu deren typischem Verlauf, deren typischen Verlusten.“

### Politische Akzente
Als ein nicht gerade schmeichelhaftes deutsches Selbstzeugnis deutete Wolfram Schütte das von einem Haubentaucher im Berliner Tiergarten verkörperte Prinzip des Untertauchens und Wiederauftauchens, einen Vorgang, den Fonty viel und gern beobachtet. Darin zeigten sich zwei komplementäre Formen deutschen Opportunitätsverhaltens, die „der illusionslos-nüchterne Roman Ein weites Feld als deutsche Kontinuität eines Jahrhunderts konstatiert.“ Der Roman biete hinlänglich Platz, um die zeitbedingten Sprach-, Gedanken- und Meinungsklischees zu archivieren und sei deshalb „eine Fundgrube für spätere Zeiten“.
Ein deutschlandpolitischer Roman besonderer Art ist Ein weites Feld für Gerd Labroisse. Bei Grass komme zu den beiden politischen Grundpfeilern des Vereinigungsgeschehens, der Währungs-, Wirtschafts- und Sozialunion sowie dem Einigungsvertrag, die Treuhandanstalt als dritter Pfeiler von elementarer Bedeutung hinzu. Bei der Behandlung der Abwicklungstätigkeit der Treuhand bringe Grass die Radikalität des Vorgehens in verschiedenen Perspektiven wirklichkeitsnah zur Sprache. „Doch dass dieses nicht auf die Betroffenen achtende Abwickeln hingestellt wird als eine NS-Endlösungs-Entsprechung ist […] in keinster Weise tragfähig, ist auch als verdeutlichende Markierung äußerst bedenklich, selbst unter Berücksichtigung der mehr als berechtigten Empörung des Autors über dieses allein an Umwandlungs-Effizienz interessierte Treuhand-Tun, denn hier wird die millionenfache Tötungsmaschinerie ‚Juden-Endlösung‘ aktiviert als Vehikel zur Negativ-Verstärkung berichteter Realität, zugleich zum Unterbinden abwägender, erklärender, relativierender Überlegungen.“
Die im Roman mit Frau Jenny Treibel verknüpfte vormalige Treuhand-Chefin Birgit Breuel betonte in ihrer Stellungnahme zum Buch, man habe Günter Grass bei seinem Besuch 1993 in der Treuhandanstalt mit offenen Armen empfangen, durchs Haus geführt und mit Material versorgt. Sie finde aber nichts von den Leistungen, die die Treuhandanstalt in ihrem Wirken erbracht habe, in der Darstellung von Grass wieder. Die Aufgaben der Treuhand seien nicht von der westdeutschen Bundesregierung, sondern 1990 durch Beschluss der DDR-Volkskammer vorgegeben worden. Klaus von Dohnanyi, der selbst mit der Eingliederung von DDR-Betrieben in die bundesdeutsche Marktwirtschaft befasst war, hielt Grass vor, er betreibe „Voodoo-Politik“. „Die Wirtschaft ist kein Feld beliebiger künstlerischer Einfälle. Es gibt hier viele, wenn auch komplexe Erkenntnisse. Auch hier gilt also Voltaires Diktum: In der Geometrie gibt es keine Sekten!“
Peter Glotz hielt Ein weites Feld für einen der wichtigeren Romane „in der dürren Periode deutscher Epik seit 1945“ und den ersten „saftigen“ Berlin-Roman seit Döblins Berlin Alexanderplatz. „Ob die Sprachprobleme der Deutschen aus Ost und West kurz nach der Wiedervereinigung je wieder so prägnant (und komisch) dargestellt werden wie in jenen hinreißend gemeißelten 30 Seiten, auf denen das Hochzeitsessen der Martha Wuttke (Ost) mit dem Bauunternehmer Heinz Martin Grundmann (West) geschildert wird, ist zweifelhaft.“ Klaus Pezold sah ostdeutsche Leser bei der Lektüre dieses Romans unverkennbar im Vorteil. Grass habe sich in der Erzählperspektive auf „hiesige Erfahrungen“ und ihre DDR-Wurzeln eingestellt und sich mit seinem Roman über die „Einheit“ solidarisch denen an die Seite gestellt, die sich nicht als deren Gewinner verstehen könnten.

### Retrospektive Einordnungen
Günther Rüther versteht Ein weites Feld – ähnlich wie den Stechlin bei Fontane – als Ausdruck der von Grass als Autor gezogenen Lebensbilanz. „Es ist die Summe seiner Betrachtungen, Analysen und Mutmaßungen zu Deutschland.“ Der Roman gleiche einem deutschen Strom, „reich an Geschichte, Literatur und Politik, beladen mit trügerischen Hoffnungen, Wahrheiten und Erinnerungen“, die es wegen ihrer Gegenwartsbedeutung aufzubewahren gelte. „Der Wortstrom windet sich durch unterhaltsame Textlandschaften; trotz historischer und zeitgeschichtlicher Untiefen führt er den Leser immer wieder in weite Auen und verzweigte Nebenarme, die Erstaunen erregen.“ Zahlreiche Schleifen bremsten seinen Lauf, doch wisse er durch „unzählige, verlorene Details zu faszinieren“, bis er wieder schneller fließend irgendwo im Meer des Ungewissen münde.
Volker Neuhaus erläutert zur Erzählerposition in Ein weites Feld, dass der dialogische Charakter des Romans eine Ich-Erzählung ausschließe. Fontys und Hoftallers DDR-Herkunft erzwinge Grass‘ Abkehr von dem für ihn seit 1972 gängigen Verfahren, einen ihm selbst ähnlichen Berufsschriftsteller als Verfasser auszugeben. Mit dem erst spät gefundenen Auftaktsatz „Wir vom Archiv nannten ihn Fonty...“, werden die anonym und in ihrer Anzahl unbestimmt bleibenden Potsdamer Archivmitarbeiter als Erzähler installiert. Es handle sich also um Intellektuelle in der DDR, die sich mit dem für ihr Auskommen sorgenden Regime arrangiert hatten. Bei den im Mittelpunkt der Handlung stehenden Fonty und Hoftaller handelt es sich für Neuhaus einerseits um eine „verkrachte Existenz“ und andererseits um einen letztlich gescheiterten kleinen Stasi-Agenten. Grass wird dazu zitiert: „Mein Roman ist aus dem Blickwinkel der Geschlagenen und Beladenen geschrieben. Ich denke, dass jeder Schriftsteller, unabhängig von seinem Thema, gut daran tut, sich auf die Seite der Geschlagenen, der Verlierer zu stellen.“
Laut Harro Zimmermann hat Grass Ein weites Feld als Diskurs- und Bedeutungsspiel angelegt, als eine Phantasmagorie, „die von keiner Lehre, von keinem zeitverhafteten Realismus getragen sein soll, sondern Fragen stellen und Zweifel sähen soll.“ In der neuen Freiheit im Zeichen der Einheit wittert Fonty „Raubtiergeruch“ und hat Bedenken wegen der Stoßrichtung der neuen deutschen Größe. Alles steht für ihn auf der Kippe „zwischen Beharrung und dem Wandel ins Offene, wenn nicht ins Prekäre, ganz so wie sich auch die beiden alten Männer fühlen, die aus der Zeit gefallen scheinen.“ Im Roman versuche Grass sich als ein polyperspektivischer und humoresker Erzähler, „als ironisch-altersmilder, manchmal grimmiger Plauderer im kunstvoll renovierten Fontane-Ton.“ Er lege den auf fragwürdige Weise geeinten Deutschen damit „das Hausbuch einer heiter-selbstkritischen Geschichts- und Gegenwartsbefragung“ vor. Die Reaktion darauf sei im Gegensatz zu den westlichen Medien in Ostdeutschland weit positiver ausgefallen. „Dort möchte man an dem Rang des Werkes als einer Art literarischer Gründungsurkunde des vergrößerten Deutschland nicht rütteln lassen.“
Harsche Kritik übt Zimmermann hinsichtlich der seinerzeitigen „Generalmobilmachung an der literarischen Front“, in den Printmedien wie auch unterstützend in Fernsehen und Funk, wo insbesondere das von Marcel Reich-Ranicki moderierte Literarische Quartett am 24. August 1995 den Ton für die weitere Auseinandersetzung mit Ein weites Feld setzte. Immer mehr literarisch Unberufene hätten sich zu Wort gemeldet, der Streit sei zu einem „grenzenlosen kultur-politischen Hickhack“ geworden. Zimmermann beklagt die einsetzende Skandalinszenierung in den Feuilletons; „vorüber scheinen die Zeiten eines ernst zu nehmenden literarischen Diskurses, ästhetische Wertigkeiten und Nuancen verfallen zunehmend dem Karneval auftrumpfender Meinungsverdikte.“

## Ausgaben
- Günter Grass: Ein weites Feld. Steidl Verlag, Göttingen 1995, ISBN 3-88243-366-3.
- Günter Grass: Ein weites Feld. Deutscher Taschenbuchverlag, München 1997, ISBN 3-423-12447-4.